# Praterstraße

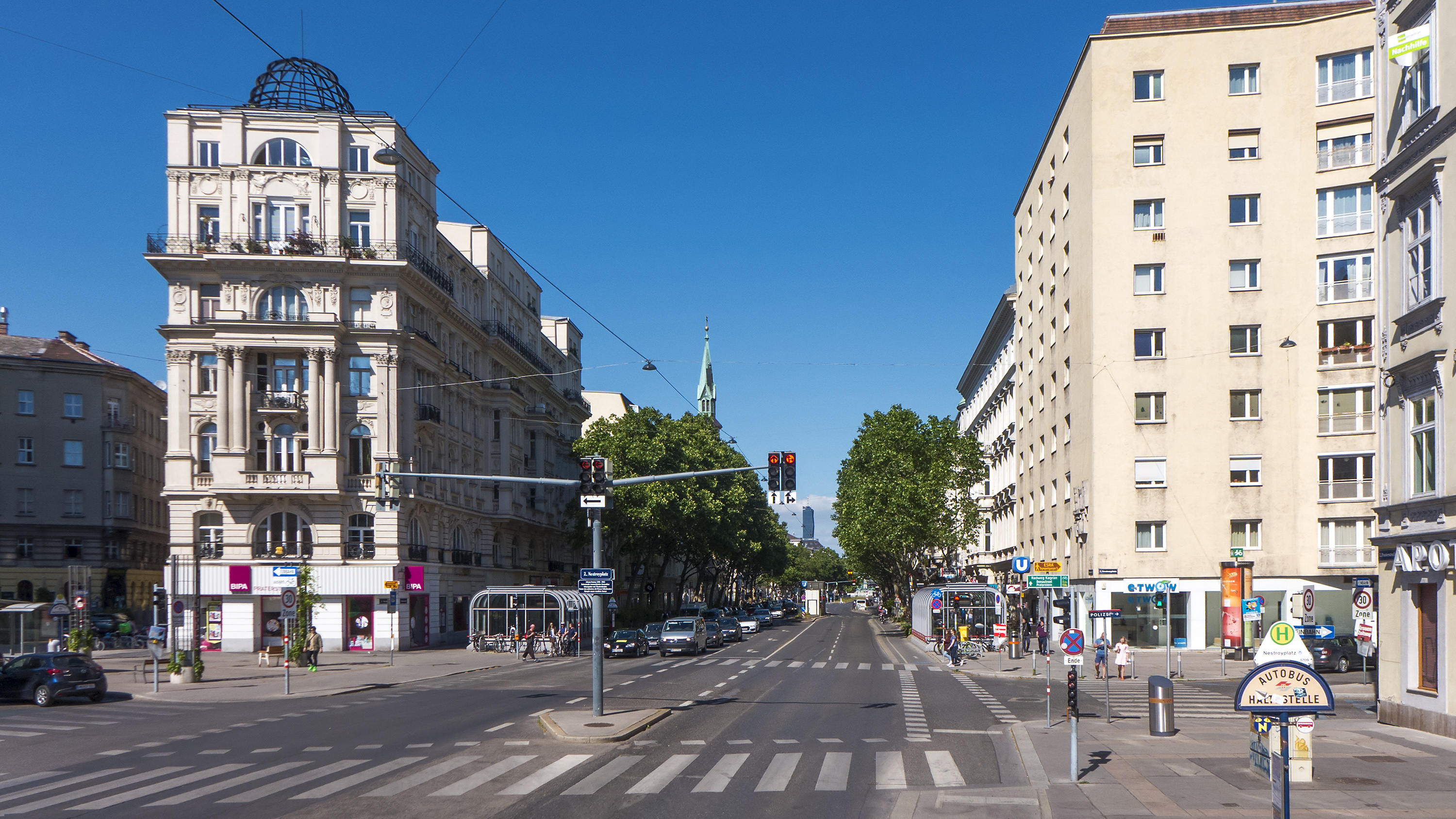
Die Praterstraße beim Nestroyplatz; an der linken Straßenseite: Nr. 33, Alliiertenhof

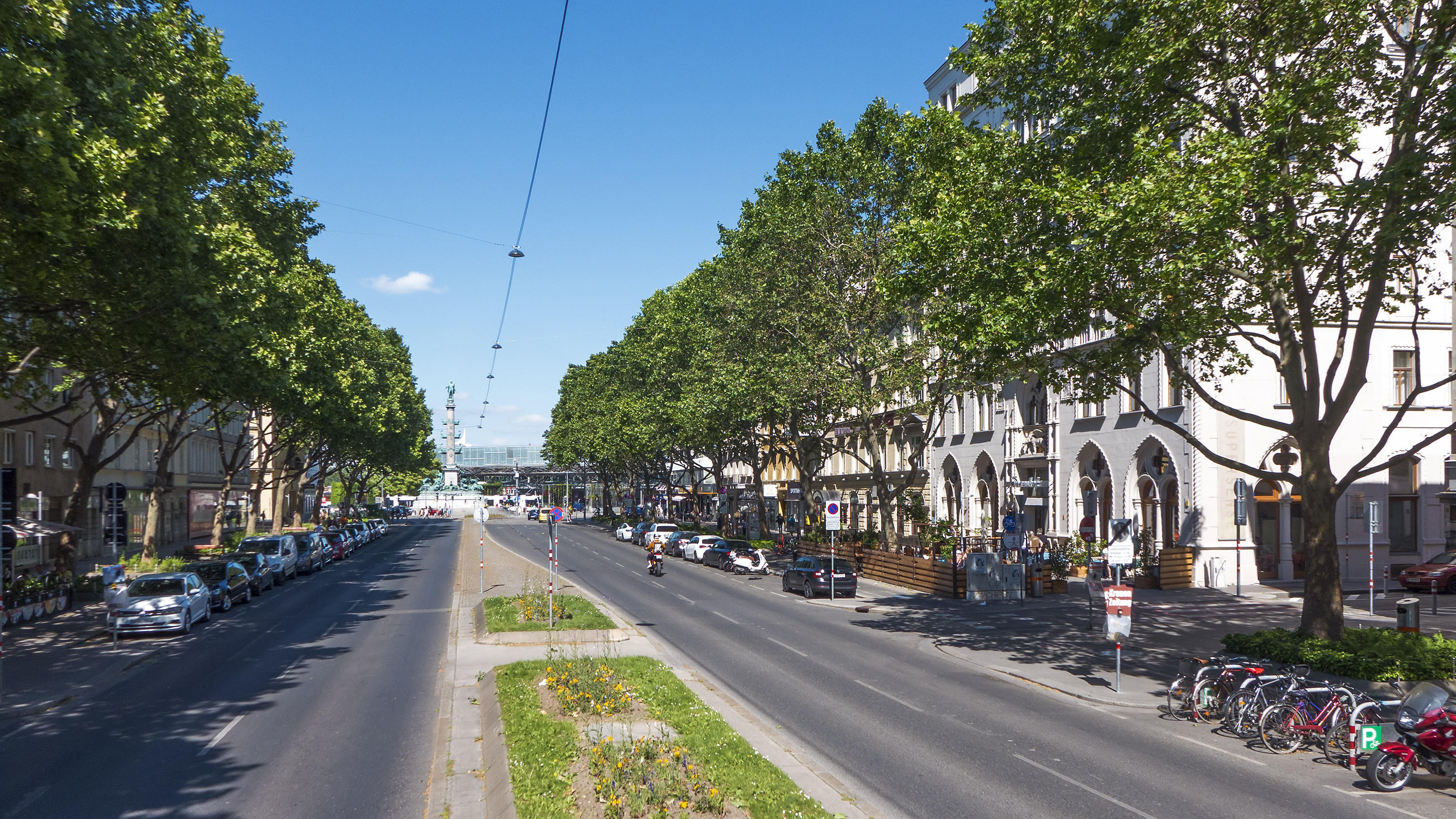
Die Praterstraße in Richtung Praterstern

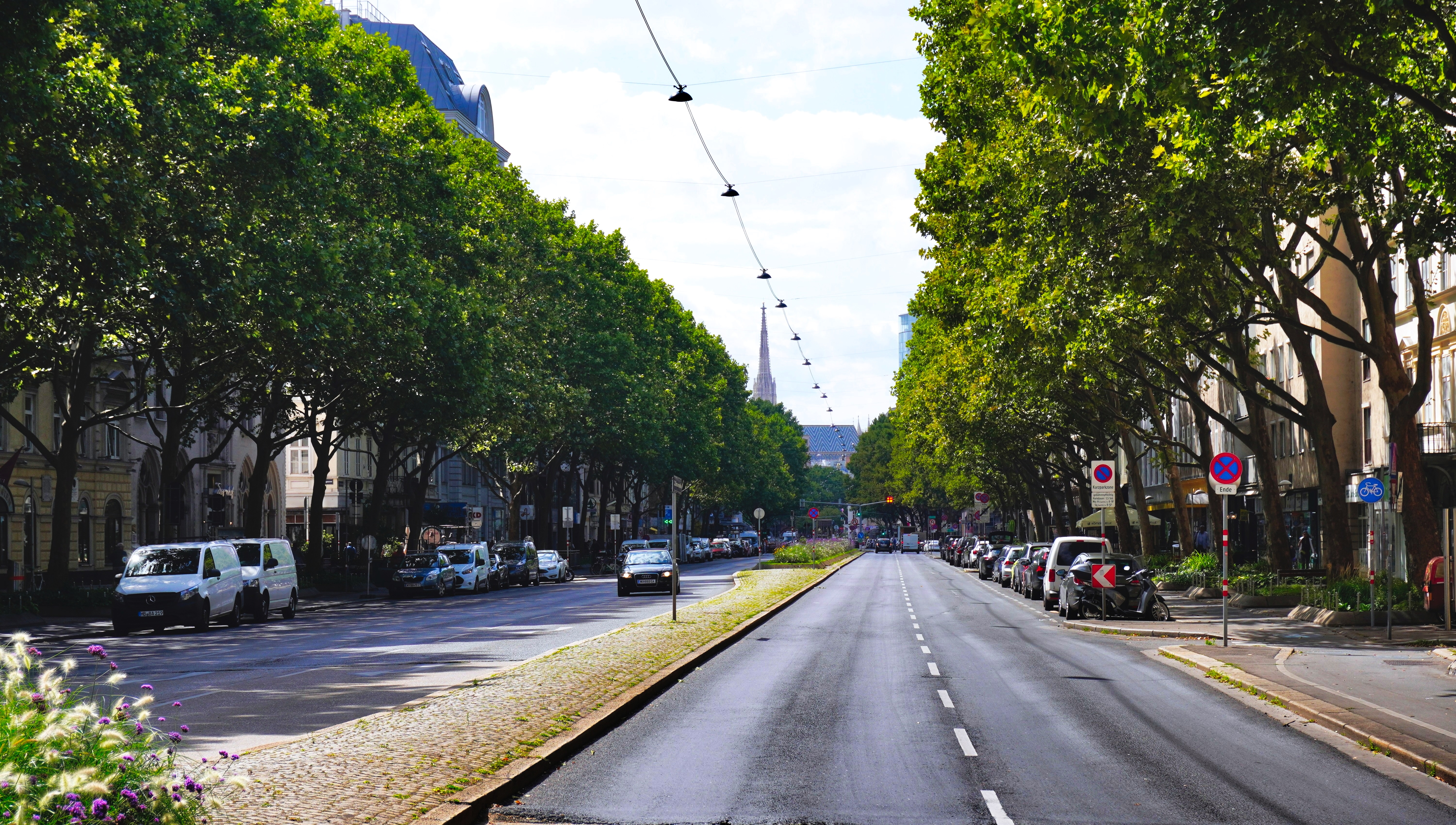
Die Praterstraße in Richtung Innere Stadt, Sichtachse zum Stephansdom

Die ca. 1 km lange Praterstraße (vor 1862 Jägerzeile) im 2. Wiener Gemeindebezirk, Leopoldstadt, verbindet die Altstadt von der Schwedenbrücke über den Donaukanal und der Taborstraße aus mit dem Praterstern, einem der größten Verkehrsknotenpunkte der Stadt, und dem Wiener Prater. Der Straßenzug setzt sich jenseits des Pratersterns in der Lassallestraße, der Reichsbrücke über die Donau und der Wagramer Straße (22. Bezirk) fort und führt ins Marchfeld, ins nordöstliche Niederösterreich und nach Südmähren.
Die Vorstädte im 2. Bezirk wurden 1850 eingemeindet. Benannt ist die Straße offiziell seit 1862 (zuvor aber z. B. schon auf dem Stadtplan von 1856) nach dem Wiener Prater, der an den Praterstern anschließt. Zuvor hatte sie, wie die südlich angrenzende Vorstadt, Jägerzeile geheißen. Seit 1981 verkehrt unter der Praterstraße in ihrer vollen Länge die U-Bahn-Linie U1, die hier etwa in der Mitte zwischen Schwedenplatz und Praterstern die Station Nestroyplatz (seit 1979) bedient. Neben der Taborstraße ist die Praterstraße eine der Hauptstraßen des 2. Bezirks und der zentrumsnächsten Stadtteile.

## Geschichte

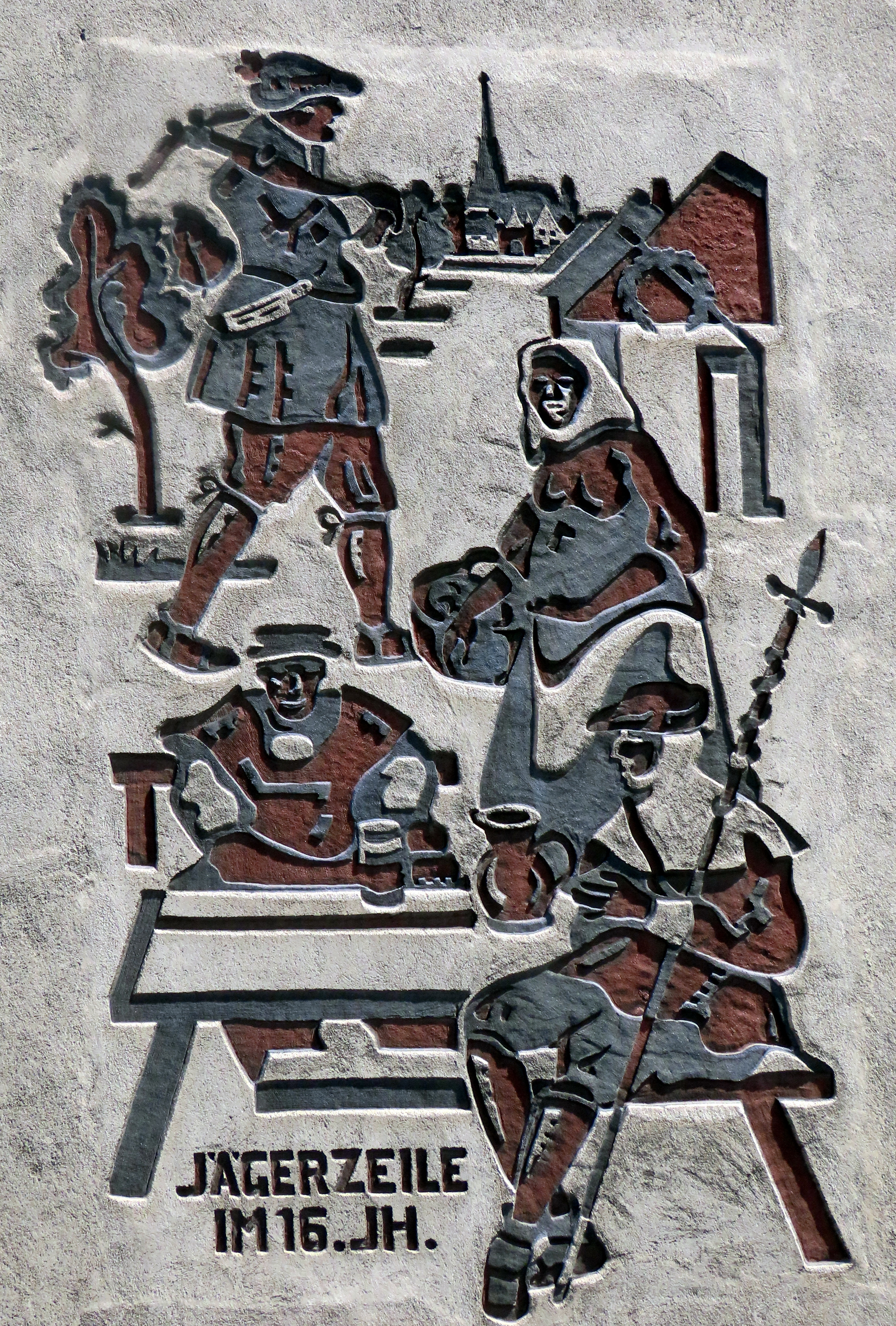
Wandrelief auf dem Haus Rotensterngasse 37

Der Name Prater (pratum) wurde erstmals in einer Urkunde gefunden, die Kaiser Friedrich Barbarossa 1162 in Bologna ausgestellt hat. Das Dokument beurkundet eine Schenkung von Auwiesen bei Wien. 1537 ließ Kaiser Ferdinand I. als Erzherzog von Österreich unter der Enns und Grundherr im Prater die Hauptallee anlegen.

### Jägerzeile
Die Bezeichnung Jägerzeile wurde nach 1569 für den Fahrweg verwendet, der eine Siedlung der habsburgischen Jagdaufseher und Holzarbeiter in den Donauauen nordwestlich des späteren Pratersterns mit der Stadt verband. Später stellte der kaiserliche Hof als Grundherr Baugründe direkt südlich des Fahrweges zur Verfügung; seit 1660 wurden diese Siedlung und sie umgebende weite Wald- und Wiesenflächen dann wie die Straße Jägerzeile genannt. Nördlich der Straße und von der Czerningasse stadteinwärts grenzte die Vorstadt Leopoldstadt an. Das Wappen der Jägerzeile bildet heute einen Bestandteil des Leopoldstädter Bezirkswappens.
1683 verwüsteten die Osmanen bei der Zweiten Wiener Türkenbelagerung die Leopoldstadt. 1734 wurde die hölzerne Kapelle in der Jägerzeile bei einem Sturm zerstört, das Gnadenbild blieb aber unversehrt. Kaiser Karl VI. erteilte als Grundherr die Erlaubnis, nun eine steinerne Kapelle zu errichten, die 1736 dem Hl. Nepomuk geweiht wurde. Als Joseph II. 1766 den bis dahin seiner Familie vorbehaltenen Prater allgemein zugänglich machte und auf dem Areal Gastronomie und Vergnügungsunternehmen gestattete, erhöhte sich die Verkehrsfrequenz in der Jägerzeile sehr beträchtlich. Das bis dahin nachts noch abgesperrte Gelände wurde 1775 Tag und Nacht zugänglich. 1781 wurde an der Jägerzeile das Leopoldstädter Theater (siehe Bauten, Nr. 31) eröffnet.
1809 plünderten die Truppen Napoleons I. in der Jägerzeile. Nach dem finalen Sieg über den Kaiser der Franzosen im Rahmen der Koalitionskriege zogen am 25. September 1814 Zar Alexander I. von Russland, König Friedrich Wilhelm III. von Preußen und Kaiser Franz I., der sie an der Taborlinie (siehe Taborstraße Nr. 80) mit großem Gefolge zum Wiener Kongress willkommen geheißen hatte, durch die Jägerzeile in die Stadt (siehe Bauten, Nr. 33). Drei Wochen später gab der Kaiser zur Eröffnung des Kongresses ein großes Fest im Prater; über die Jägerzeile erfolgte die Zufahrt seiner Gäste.
1824 hatte Ferdinand Raimunds Zauberposse „Der Barometermacher auf der Zauberinsel“ im Leopoldstädter Theater ihre Uraufführung. 1838 wurde der Eisenbahnverkehr auf der Kaiser-Ferdinands-Nordbahn vom Nordbahnhof beim Praterstern aufgenommen. Der erste Bahnhof Wiens entwickelte sich im Laufe der Jahrzehnte zum meistfrequentierten der Monarchie und bewirkte viel Verkehr in der Praterstraße.

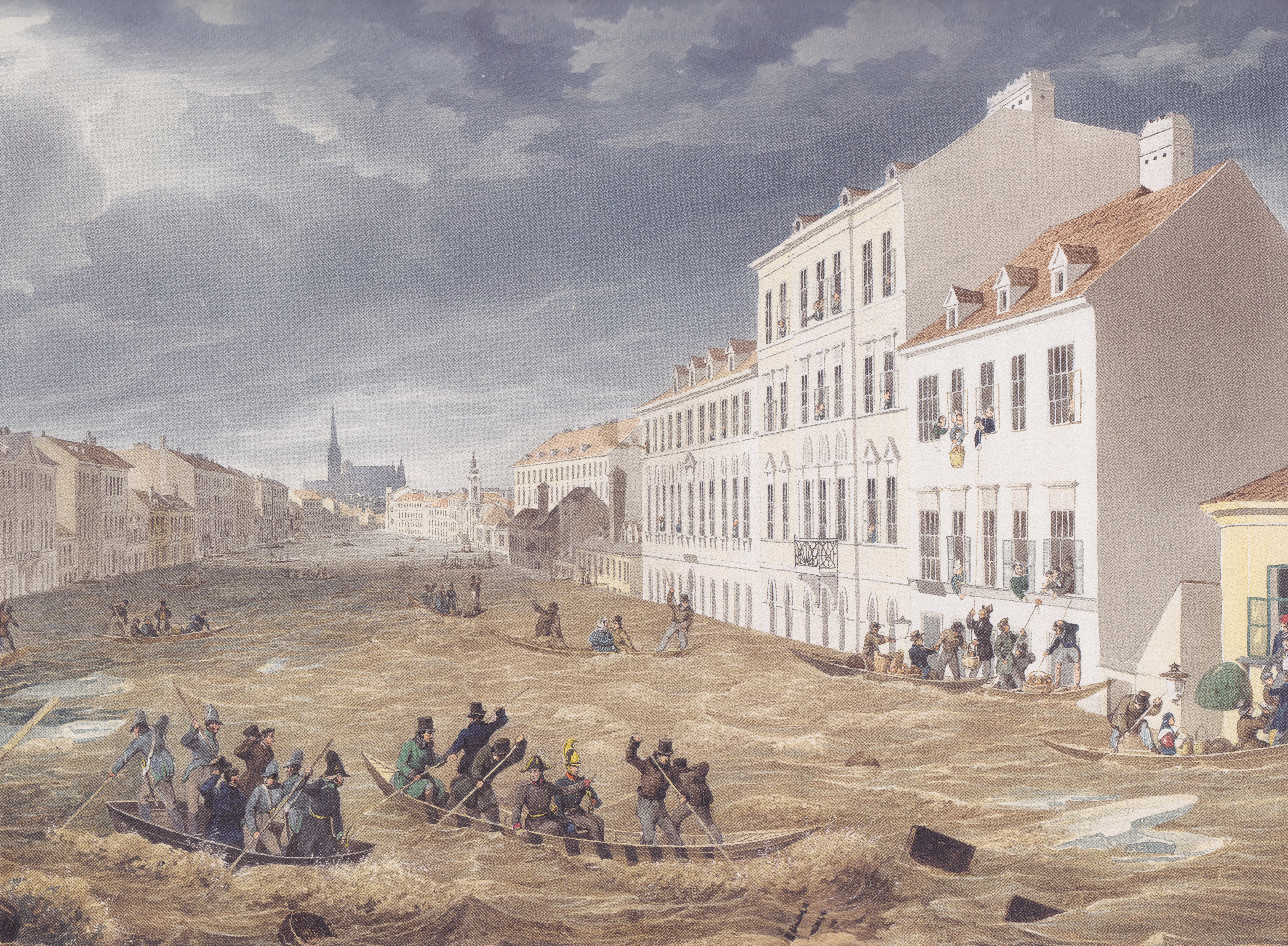
Eduard Gurk: Donauhochwasser 1830 in der Jägerzeile

Im Spätwinter 1830 war auch die Jägerzeile stark vom Donauhochwasser 1830 betroffen, das durch einen Eisstoß verursacht wurde. Die Ereignisse wurden von Eduard Gurk bildnerisch dokumentiert: In den Obergeschoßen eingeschlossene Bewohner wurden von Ruderbooten aus versorgt.

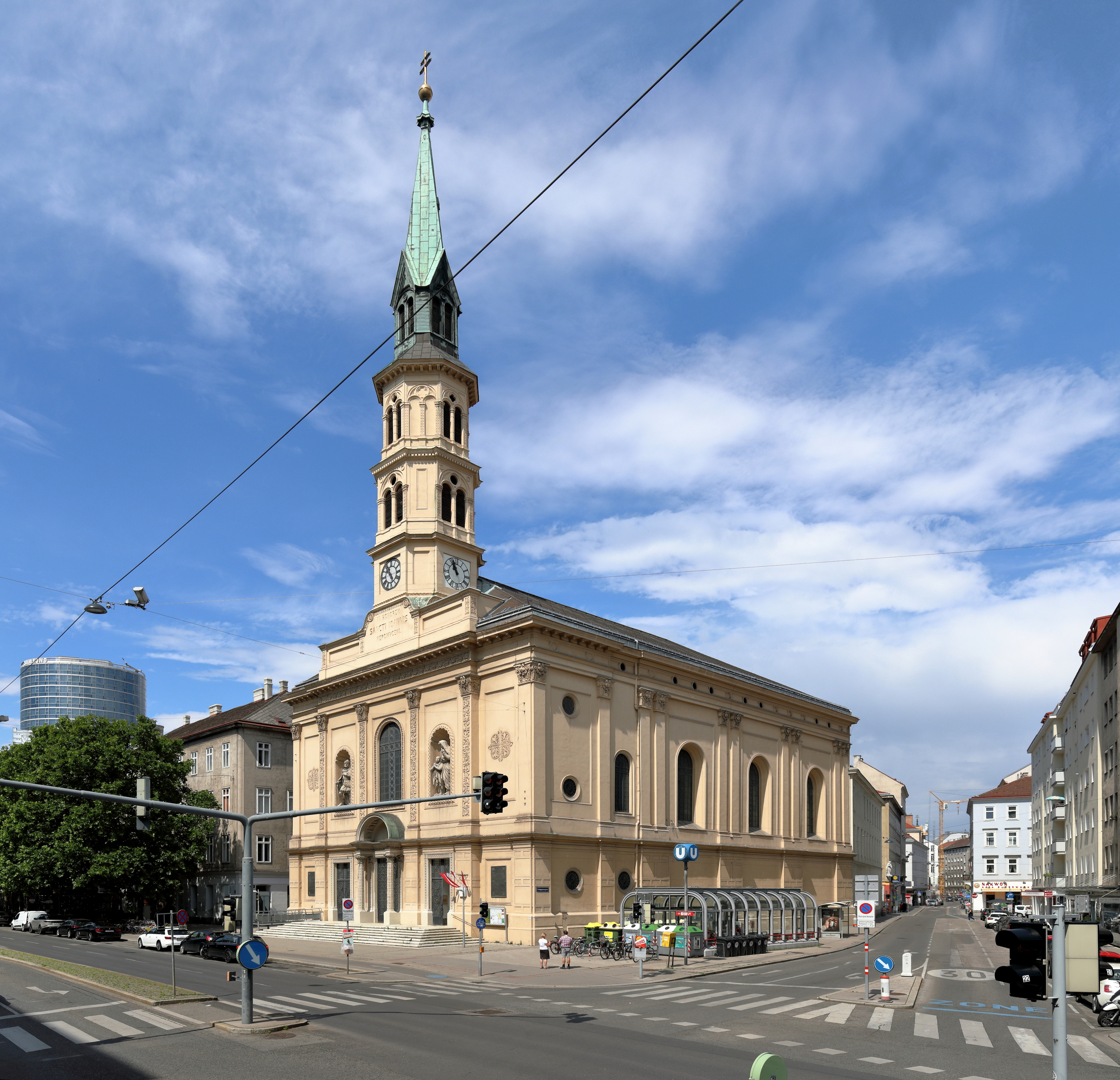
Johann-Nepomuk-Kirche

1846 wurde, da sich die alte Nepomukkirche (siehe Bauten, Nr. 41) als zu klein für die stark wachsende Vorstadt erwiesen hatte, auf einem anderen Grundstück die neue Johann-Nepomuk-Kirche (siehe Bauten, bei Nr. 45) eröffnet. Ihr hoher, spitzer Turm mit großer Uhr prägt die Silhouette der Häuserfront seither signifikant. Am 28. Oktober 1848 kam es in der Jägerzeile wie im Prater zu schweren Kämpfen zwischen den Verteidigern der 1848er Revolution und den von Fürst Alfred I. zu Windisch-Graetz und Graf Joseph Jelačić von Bužim befehligten reaktionären kaiserlichen Truppen, die Barrikaden beim Praterstern und bei der Nepomukkirche stürmten. Dieser „Wiener Oktoberaufstand“ führte zu vielen Toten unter der Zivilbevölkerung und hohem Sachschaden.
1850 wurden, nachdem Franz Joseph I. 1849 für die Monarchie eine Provisorische Gemeindeordnung erlassen hatte, zahlreiche Vorstädte nach Wien eingemeindet, darunter die Leopoldstadt und die Jägerzeile, die den Kern des neuen 2. Bezirks bildeten; er wurde ebenfalls Leopoldstadt genannt.

### Praterstraße
1862 wurde der Straßenname Jägerzeile offiziell in Praterstraße geändert; der neue Name war schon vorher in Verwendung, z. B. auf einem Stadtplan anno 1856.
1866 / 1867 schrieb der spätere „Walzerkönig“ Johann Strauss an der Praterstraße den Donauwalzer (siehe Bauten, Nr. 54). 1868 wurde die Pferdetramway durch die Praterstraße eröffnet, die hier bis 1901 betrieben wurde; vom Franz-Josephs-Quai und von der (1864 eröffneten) Aspernbrücke über den Donaukanal kommend führte die Strecke durch die kurze Aspernbrückengasse in die Praterstraße und auf dieser zum Praterstern und weiter zu den Strombädern an der Donau. Die Straßenbahn verlief hier jahrzehntelang in Seitlage, d. h. nahe der nordseitigen Häuserfront, nach dem Umbau des Pratersterns in den 1950er Jahren in der Straßenmitte. 1873 fand im Prater die Wiener Weltausstellung statt, der bis heute zahllose Messen und Ausstellungen folgten; die Praterstraße war wichtigster Zubringer. 1876 wurde die Kronprinz-Rudolf-Brücke eröffnet; die Praterstraße war nun auch Teil einer Fernverbindung Richtung Mähren und Galizien.
1886 wurde als optischer Abschluss der Praterstraße das markante Tegetthoff-Denkmal enthüllt (Architektur: Karl von Hasenauer, Plastik: Carl Kundmann). Es erinnert an den siegreichen österreichischen Admiral und bildete bis Anfang der 1950er Jahre den Mittelpunkt des Pratersterns. Die Straßenbahnzüge umrundeten das Denkmal.
Um die Jahrhundertwende wurden zwei Projekte vorgelegt, die vorsahen, die Praterstraße in gerader Linie über den Donaukanal fortzusetzen und quer durch die Altstadt im 1. Bezirk zum Stephansdom zu führen: 1895 von Alfred Riehl, 1912 / 1913 von Adolf Loos mit Paul Engelmann. Bei Loos wäre dieses Vorhaben Teil eines Gesamtumbaus der Altstadt inklusive Ringstraßenzone gewesen. Loos behauptete, die Idee, die Sichtachse vom Praterstern zum Dom zu einer Verkehrsachse auszubauen, stamme von Kaiserin Maria Theresia; Belege dafür fanden sich nicht.
Am 22. Juli 1928 zog ein riesiger Festzug des 10. Deutschen Sängerbundfestes von Rathaus und Ring durch die Praterstraße in den Prater. Am Festzug sollen rund 150.000 Menschen beteiligt gewesen sein. Am 1. Mai 1929 sperrte das Carltheater (siehe Bauten, Nr. 31) definitiv zu. (Im Bombenkrieg 1944 schwer beschädigt, wurde es 1951 abgerissen.) Vom 19. bis 26. Juli 1931 führte die II. Arbeiter-Olympiade im soeben fertiggestellten Praterstadion zu starkem Verkehrsaufkommen in der Praterstraße.
Im Mai 1938 legte das Wiener Stadtbauamt unter NS-Führung Überlegungen vor, die Ringstraße quer durch die Leopoldstadt zu einem kompletten Ring zu schließen. Die Aspernbrückengasse wäre Teil dieser Ringverlängerung geworden, der zentrumsnächste Teil der Praterstraße, von der Schwedenbrücke bis zur Aspernbrückengasse, weggefallen. Hintergedanke des Projekts war, das gesamte stark von jüdischen Wienern bewohnte Stadtviertel zu demolieren und mit verändertem Straßennetz neu zu bauen. Der 1939 begonnene Zweite Weltkrieg verschob solche Überlegungen auf die Zeit nach dem „Endsieg“.
1970 wurden die Praterbrücke über die Donau und die Prater-Hochstraße fertig gestellt. Diese neue, parallel zum Straßenzug Praterstraße–Lassallestraße verlaufende Verbindung, später Teil der „Südosttangente“ genannten Stadtautobahn, entlastet die Praterstraße vom Durchzugsverkehr zwischen den Stadtteilen links der Donau und rechts des Donaukanals.

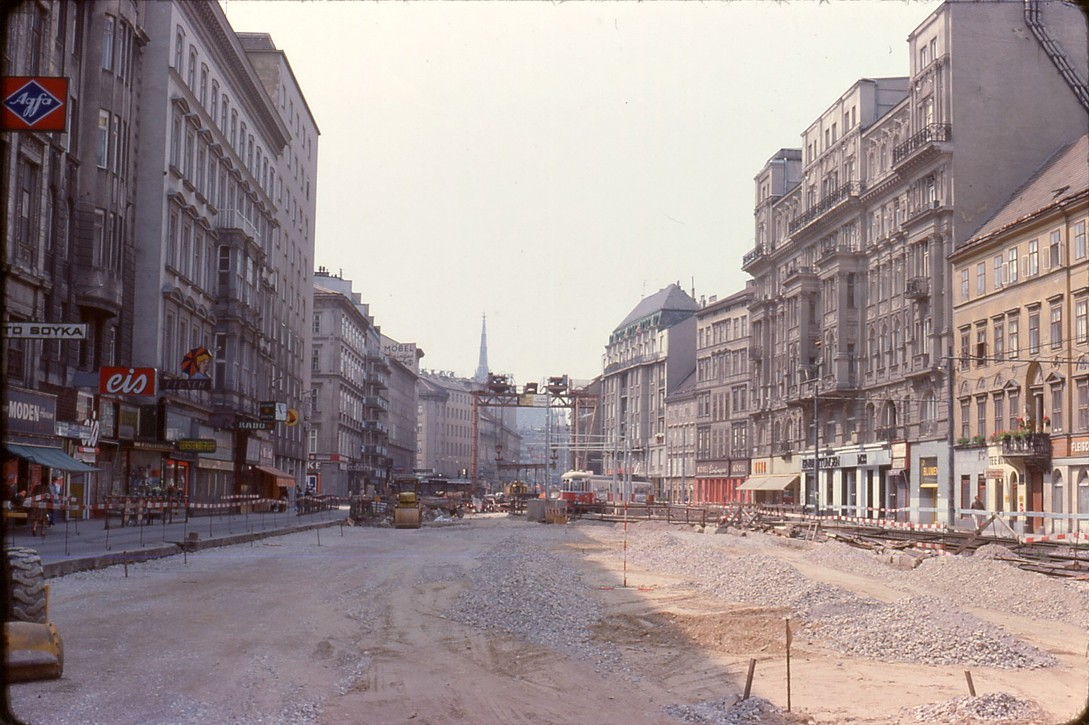
U-Bahn-Baustelle, 1977

Die U-Bahn-Linie U1, die, vom Stadtzentrum kommend, 1979 den Nestroyplatz an der Praterstraße erreicht hatte, wurde 1981 bis zum Praterstern verlängert. Damit waren mehr als 110 Jahre des Schienenverkehrs auf der Praterstraße zu Ende. Nach Beendigung des U-Bahn-Baus unter der Straße wurde sie großteils vierspurig geführt, zumeist mit erhöhtem Mittelstreifen ausgestattet und zu einer Allee gemacht. Der Straßenteil zwischen Taborstraße und Aspernbrückengasse war nun nur mehr als Einbahn im Anrainerverkehr befahrbar; der Durchzugsverkehr wurde zur Gänze über die Aspernbrückengasse zum Ring geleitet.
Im September 2015 äußerten die Grünen Leopoldstadt den Wunsch, die Praterstraße zu sanieren, um sie zu einem „Boulevard“ zu machen. Dafür war die Reduzierung von Fahrspuren vorgesehen gewesen. Es wurden Studien in Auftrag gegeben und 2019 gab es ein Bürgerbeteiligungsverfahren, während der Amtszeit der Grünen Bezirksvorsteherin Uschi Lichtenegger (2016–2020) konnte aber kein konkretes Projekt ausformuliert werden.
2021 wurde die Verbreiterung bei der Abzweigung der Ferdinandstraße nach der in den 1860er und 1870er Jahren sehr erfolgreichen Porträtfotografin Adele-Perlmutter-Platz benannt.

## Bauten
Die Gebäude mit ungeraden Nummern befinden sich an der nordwestlichen, vom Stadtzentrum aus gesehen linken Straßenseite, jene mit geraden Nummern an der südöstlichen, rechten Straßenseite. Die Nummerierung reicht links von Nr. 1, Ecke Taborstraße, bis Nr. 67, Ecke Heinestraße, rechts von Nr. 8, Ecke Untere Donaustraße, bis Nr. 78, Ecke Franzensbrückenstraße.
Die Häuser gehören zum größten Teil zu von der Stadt Wien definierten baulichen Schutzzonen. Die Häuser 36 bis 72 auf der geraden Seite sind Teil der Schutzzone Jägerzeile, zur Schutzzone Leopoldstadt gehören die Häuser auf der geraden Seite bis 34 und auf der ungeraden von 1 bis 29, 33, 35 und von 51 bis 67.
- Nr. 1, 3, 5, 7: Uniqa Hotel- und Geschäftsgebäude (Hotel Sofitel und Stilwerk, Architekt: Jean Nouvel, Identadresse: Taborstraße 2–6), eröffnet 2010. 1770 bestand hier auf Nr. 7 die Herberge „Zum goldenen Lamm“. Mehrmaliger Gast im zur Wiener Weltausstellung 1873 hier errichteten Hotel Continental (200 Zimmer, Saal für 600 Personen, Kaffeehaus), das bis 1945 bestand, war Otto von Bismarck. 1958–1961 wurde die Zentrale der Bundesländer-Versicherung, später Teil des Uniqa-Konzerns, mit damals in Wien neuartiger vorgehänger Fassade hier gebaut. Das Gebäude wurde nach 2004 abgerissen.
- Die Häuser Nr. 2, 4 und 6 verschwanden beim Umbau der Einmündung der Praterstraße in die Taborstraße bei der Schwedenbrücke durch die Verbreiterung der Unteren Donaustraße.
- Nr. 8: Im Vorgängergebäude wohnten 1918–1934 Staatskanzler Karl Renner, später erster Bundespräsident der Zweiten Republik, und seine Ehefrau Luise Renner, später Mitgründerin der Volkshilfe. Hier hatte die von Renner 1922 gegründete Arbeiterbank AG (heute Bawag) ihren ersten Sitz.
- Nr. 9: Der Eckbau (Identadresse Große Mohrengasse 2) mit der turmartigen Betonung der schmalen Stirnseite und einem konsolengestützten Attikageschoß stammt von Jakob Reitzer aus dem Jahr 1912.[7]
- Nr. 11, 13, 15: „Lloyd-Hof“ (Identadressen Große Mohrengasse 4, 6, 8). Dieser langgestreckte Zinshauskomplex von Viktor Rumpelmayer aus den Jahren 1874–1876 hat eine monumentale Fassade im Stil der Neorenaissance, der Mittelrisalit (Nr. 13) mit seiner karyatidengestützten großen Säulenordnung enthält eine ehemals glasüberdachte Geschäftspassage (nicht mehr öffentlich zugänglich).
- Nr. 16: In diesem auf das Jahr 1825 zurückgehenden Haus (damals Leopoldstadt 525[8]) kam 1862 der Dichter Arthur Schnitzler († 1931) als erster Sohn des Laryngologen Johann Schnitzler und dessen Gattin Luise zur Welt.
- Nr. 17: Palais Bellegarde
- Nr. 19: „Zum Jonas“, erbaut 1809, aufgestockt 1844 und 1862. Davor das von Oskar Thiede geschaffene Denkmal für Johann Nestroy.
- Nr. 23: Das Wenckheimpalais wurde ab 1826 für Gräfin Anna Wenckheim erbaut, später in Mietwohnungen und Geschäftslokale unterteilt. Das seit 1963 unter Denkmalschutz stehende Gebäude wurde bis 1990 generalsaniert. 2002–2010 war es Sitz der Finanzmarktaufsichtsbehörde.
- Nr. 25: „Fürstenhof“, ein späthistoristisches Wohnhaus mit stattlicher Fassade, 1913 von Rudolf Perco für das Architekturbüro Georg Spielmann (der auch Miteigentümer war) erbaut[9]. Hier befand sich in den 1920er Jahren die „Rolandbühne“, 1948 / 1949 gastierte hier die Löwinger-Bühne, später bestand bis 1968 das „Dianakino“. In den 1950er und 1960er Jahren befand sich hier im 1. Stock das Bundessekretariat des Verbandes Sozialistischer Mittelschüler, dem später bekannte Sozialdemokraten wie Peter Kreisky, Eva Kreisky und Ferdinand Lacina angehörten.
- Nr. 27: Erbaut 1799, Gasthaus „Zum grünen Jäger“, mit fünf historischen Puttenreliefs über den Erdgeschoßfenstern und -türen. Josef Lanner hat hier musiziert, Schauspieler des benachbarten Theaters verkehrten hier.
- Nr. 31: Hier stand 1781–1847 das Leopoldstädter Theater und 1847–1944 das nach seinem Besitzer Carltheater genannte Haus. Carl Carl war zuvor seit 1838 Direktor gewesen. Hier traten u. a. Raimund als Schauspieler und Bühnenautor, Therese Krones und Charlotte Wolter als gefeierte Schauspielerinnen und Nestroy auf, der dem Haus als Schauspieler, Bühnenautor und 1854–1860 nach Carls Tod als Direktor diente. 1929 wurde das Theater, das zuletzt 1121 Zuschauern Platz bot, nach wechselhafter Erfolgsgeschichte geschlossen. Im Bombenkrieg 1944 schwer beschädigt, wurde die Ruine des Carltheaters 1951 abgerissen und 1974–1978 durch den Galaxy Tower ersetzt.
- Bei Nr. 32: Abzweigung der Tempelgasse; an dieser stand 1858–1938 der von Ludwig Förster entworfene Große oder Leopoldstädter Tempel mit 2000 Sitzplätzen; er wurde 1938 in der „Reichskristallnacht“ zerstört.
- Nr. 33: Der 1896 / 1897 errichtete „Alliiertenhof“ erinnert mit einem Medaillon im 1. Stock an die drei verbündeten Herrscher, die 1814 durch die Jägerzeile zum Wiener Kongress in die Stadt zogen (siehe oben). Vorher stand hier der Gasthof „Zur Weintraube“, in dem 1830 Therese Krones starb.
- Nr. 34 (= Nestroyplatz 1 / Tempelgasse 1 / Czerningasse 2): An der Abzweigung der Czerningasse, in der 1905 Viktor Frankl geboren wurde, und der Tempelgasse befanden sich, genau gegenüber dem Leopoldstädter bzw. Carltheater (siehe Nr. 31), im 1898 nach Plänen von Oskar Marmorek erbauten Nestroyhof vor 1938 die „Jüdischen Künstlerspiele“ bzw. das Theater „Reklame“.[10] Heute befindet sich im Nestroyhof das Theater Nestroyhof / Hamakom.[11] Im Vorgängerbau befand sich das „Wällische Bierhaus“, in dem 1819 Johann Strauss (Vater) als 15-jähriger Geiger mit Josef Lanner öffentlich auftrat (wällisch, veraltete Form von welsch).
- Nr. 38: Palais Rohan, ursprünglich Wohnsitz der aus Frankreich stammenden hochadeligen Familie Rohan; in Lehmann’s Allgemeinem Wohnungsanzeiger war zuletzt Rittmeister Prinz Arthur Rohan 1872 an dieser Adresse eingetragen.
- Nr. 40: Das spätsecessionistische Mietshaus Zum Grünen Pfau wurde 1911 von Arnold Hatschek und Karl Gärber erbaut.[7]
- Nr. 41: Standort der 1780 erbauten, 1851 demolierten alten Nepomukkirche.
- Bei Nr. 45: Johann-Nepomuk-Kirche, errichtet 1841–1846. Die frei stehende Kirche befindet sich zwischen Nepomukgasse und Rotensterngasse (dort Abgang zur U-Bahn-Station Nestroyplatz.)
- Nr. 48: Die spätsecessionistische, streng gekachelte Fliesenfassade mit Medaillons im oberen Geschoß ist ein frühes Werk von Gottlieb Michal.[7]
- Nr. 54: In diesem Haus wohnte Johann Strauss (Sohn) mit seiner Ehefrau Henriette Treffz-Chalupetzky und komponierte hier 1866 / 1867 den berühmten „Donauwalzer“. Er war in Lehmann’s Allgemeinem Wiener Wohnungs-Anzeiger 1859 und 1861 mit der Adresse 2., Taborstraße, alte Nr. 314, angeführt, hierauf 1864 und 1865 mit der Adresse 1., Weihburggasse 4. An der Praterstraße 54 schien er noch 1872 auf, für 1881 ist sein Palais, 4., Igelgasse 4 (heute Johann-Strauß-Gasse) verzeichnet. Die hiesige Johann-Strauss-Wohnung ist seit den 1970er Jahren als Außenstelle des Wien-Museums zugänglich.[12]
- Nr. 58: Geitler-Hofenedersches Stiftungshaus, 1838 erbaut.
- Nr. 59: Zwischen den Häusern Nr. 57 und 59 führt die nur 11 Meter lange Tethysgasse zum letzten Wohnhaus von Eduard Suess in der Afrikanergasse 9.
- Nr. 61: Gräflich Stubenbergsches Haus, 1825 erbaut.
- Nr. 66: Hier wohnte die vor der NS-Zeit in Berlin gefeierte Schauspielerin und Sängerin Fritzi Massary. Am 9. Jänner 1902 wurde hier Sir Rudolf Bing geboren.

- Nr. 67: Hier befand sich an der Ecke zur Heinestraße 42 (nach Informationen der heutigen Betreiber: von 1933 bis 1972) ein Weinhaus mit dem Namen Eminger, den auch das gegenüber liegende Café-Restaurant auf Nr. 78 im Eckhaus zur Franzensbrückenstraße führte. Das Weinhaus trägt heute die Aufschrift Hansy. Als die Straßenbahn auf der Praterstraße noch in Seitenlage verkehrte, befand sich die beim Praterstern gelegene Haltestelle unmittelbar vor dem Weinhaus Eminger.
- Nr. 70: Der „Dogenhof“, Eckhaus zur Mayergasse, wurde 1898 „zur Ehre der wunderschönen Stadt Venedig“ (Tafel im Hauseingang) in venezianischem Stil errichtet. Den Kaffeehauseingang schmückt der Markuslöwe.

### Galerie

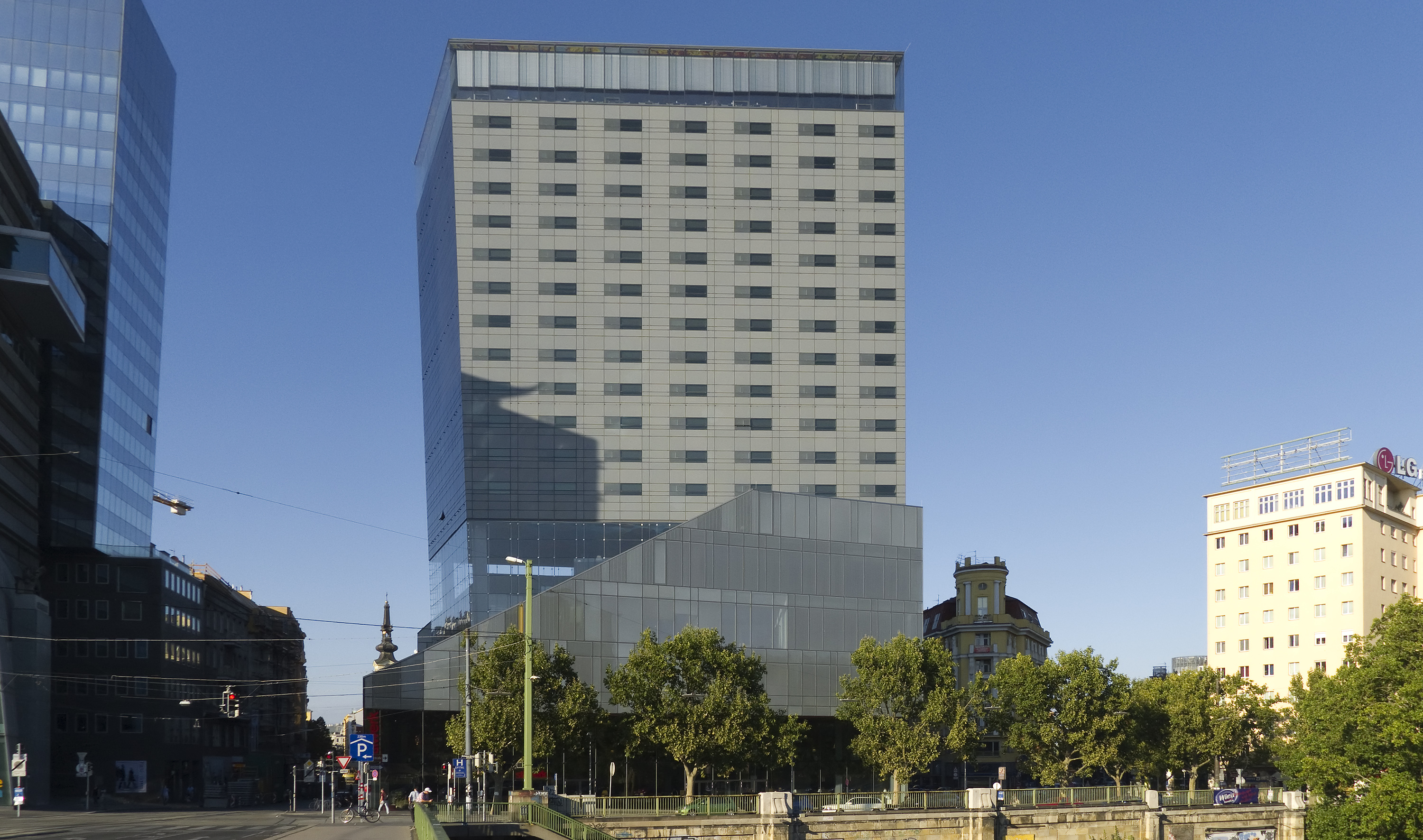
Nr. 1–7, Hotel Sofitel; links davon: Taborstraße, rechts: Praterstraße
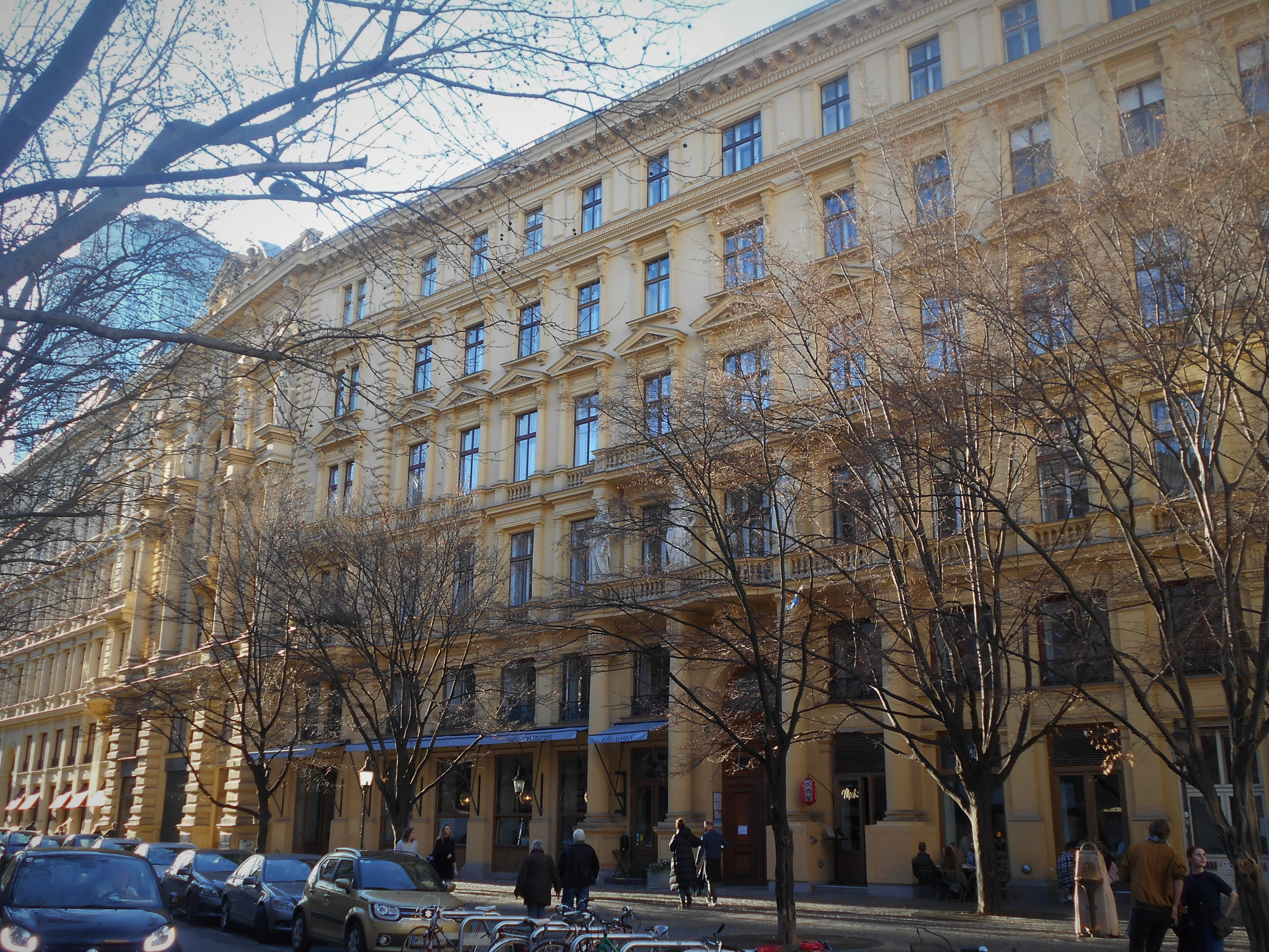
Nr. 11, 13, 15, Lloyd-Hof
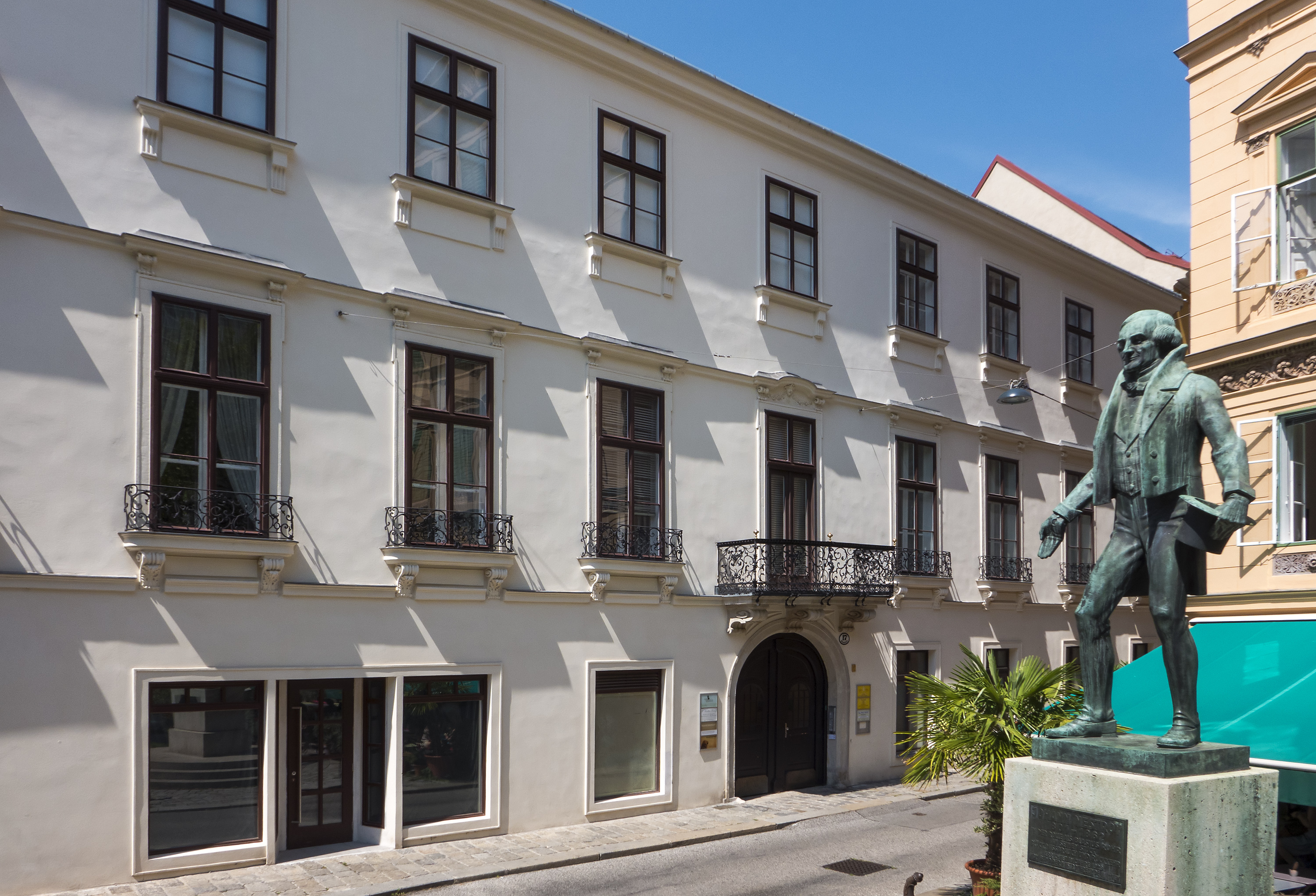
Abzweigung der Zirkusgasse: links Nr. 17, Palais Bellegarde, rechts Nr. 19, Zum Jonas, davor die Nestroy-Statue
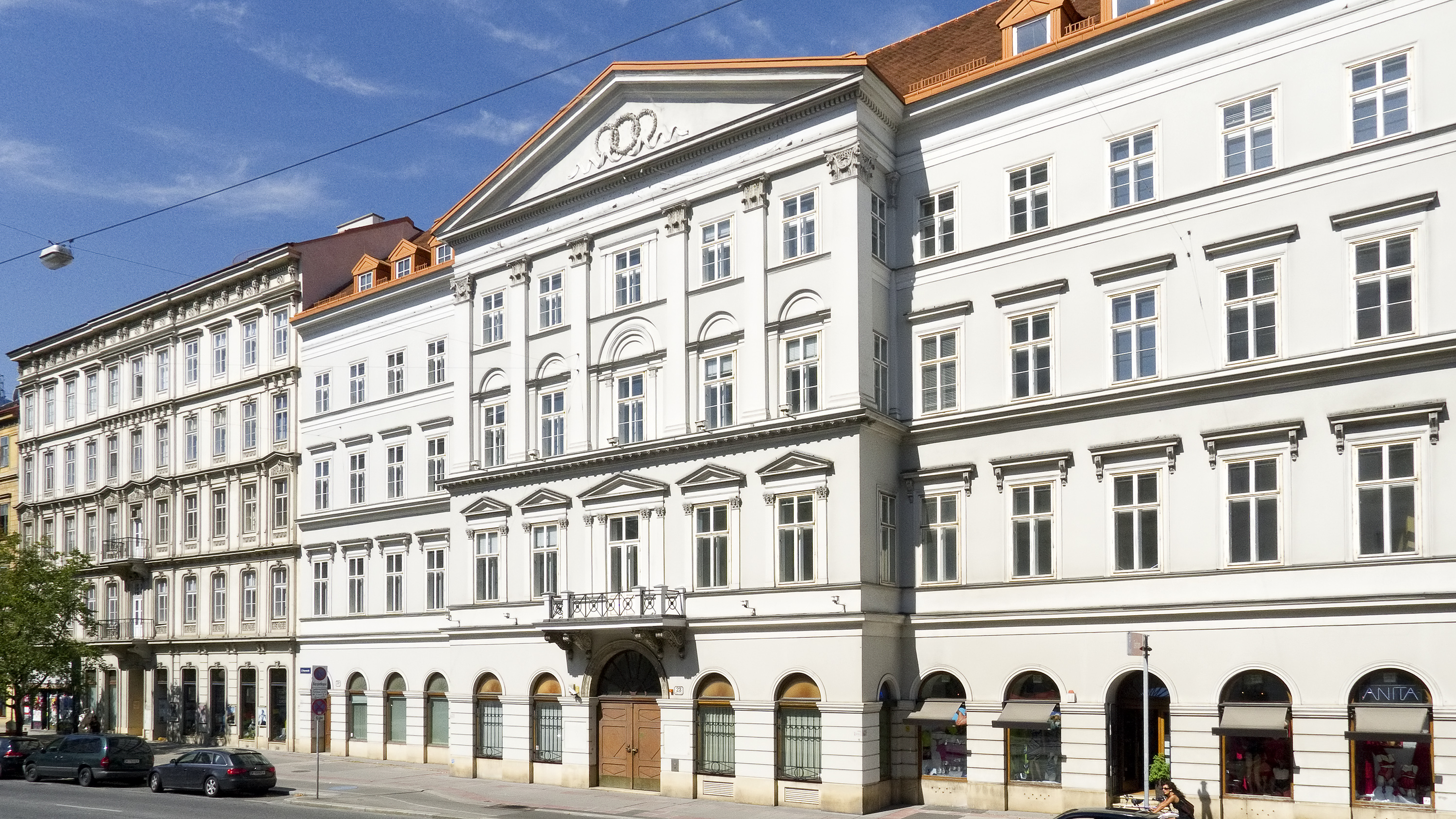
Nr. 23, Wenckheimpalais
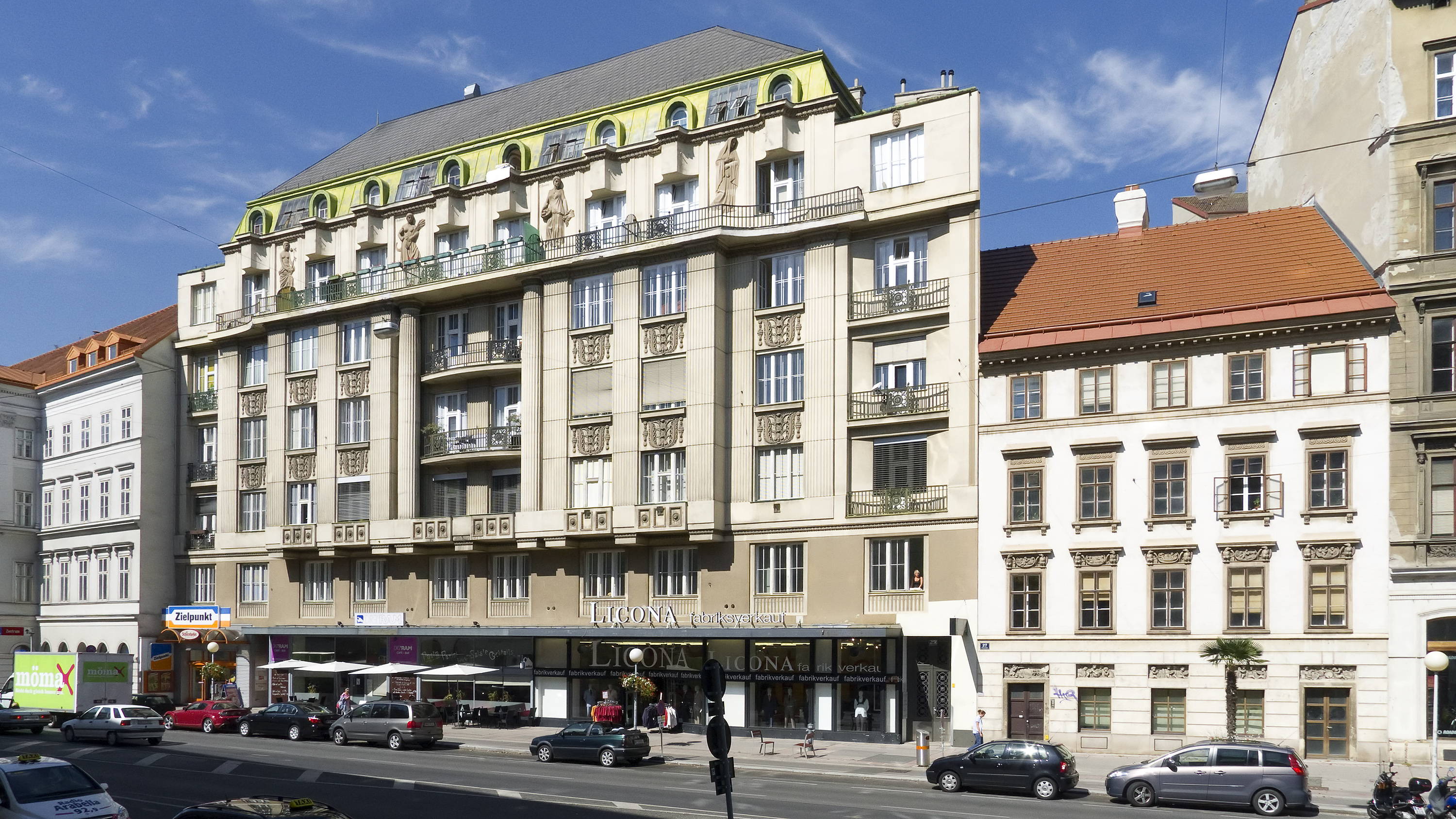
Nr. 25, Fürstenhof, rechts daneben Nr. 27, Zum grünen Jäger
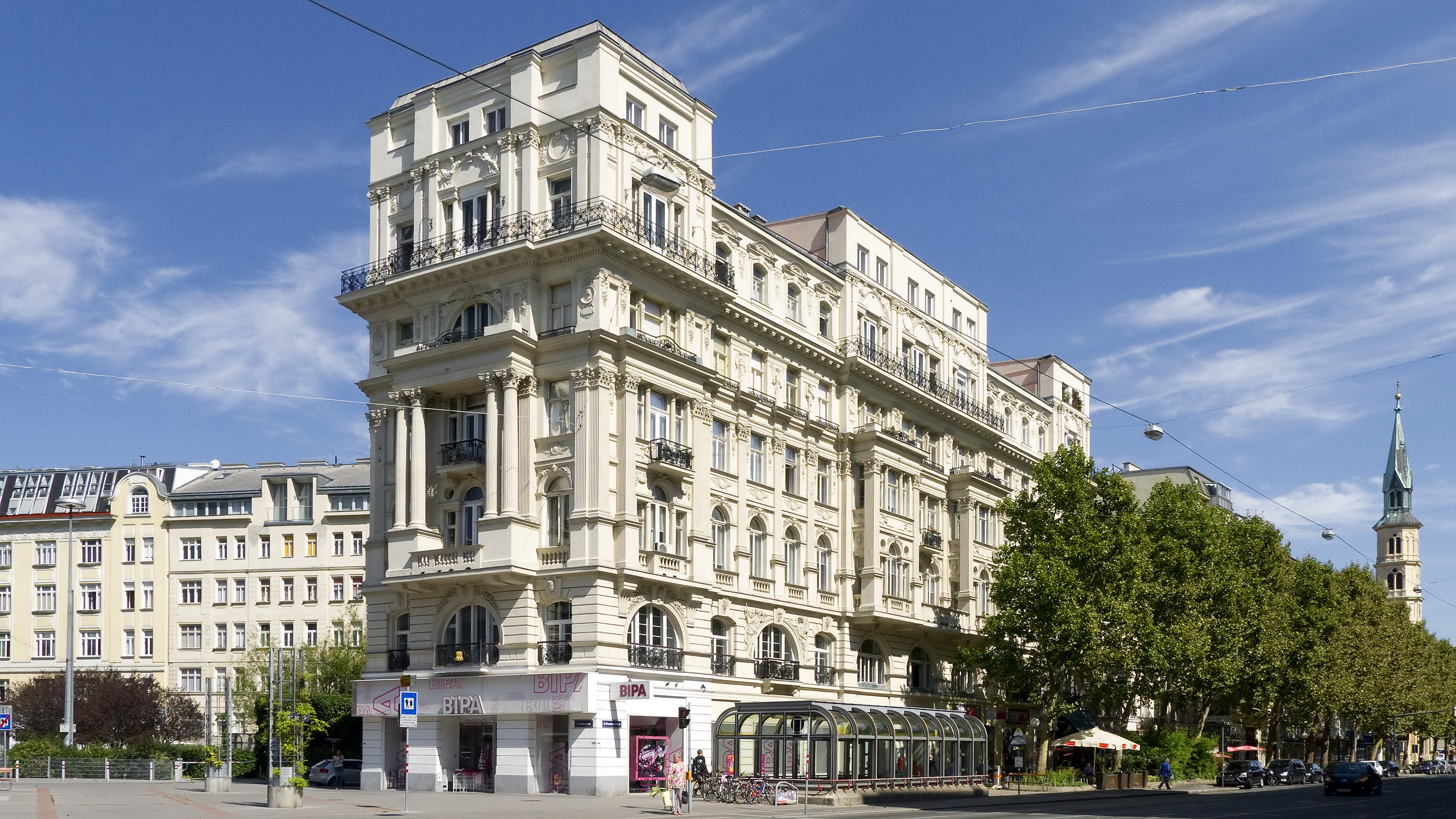
Nr. 33, Alliiertenhof; links davon: Einmündung der Weintraubengasse
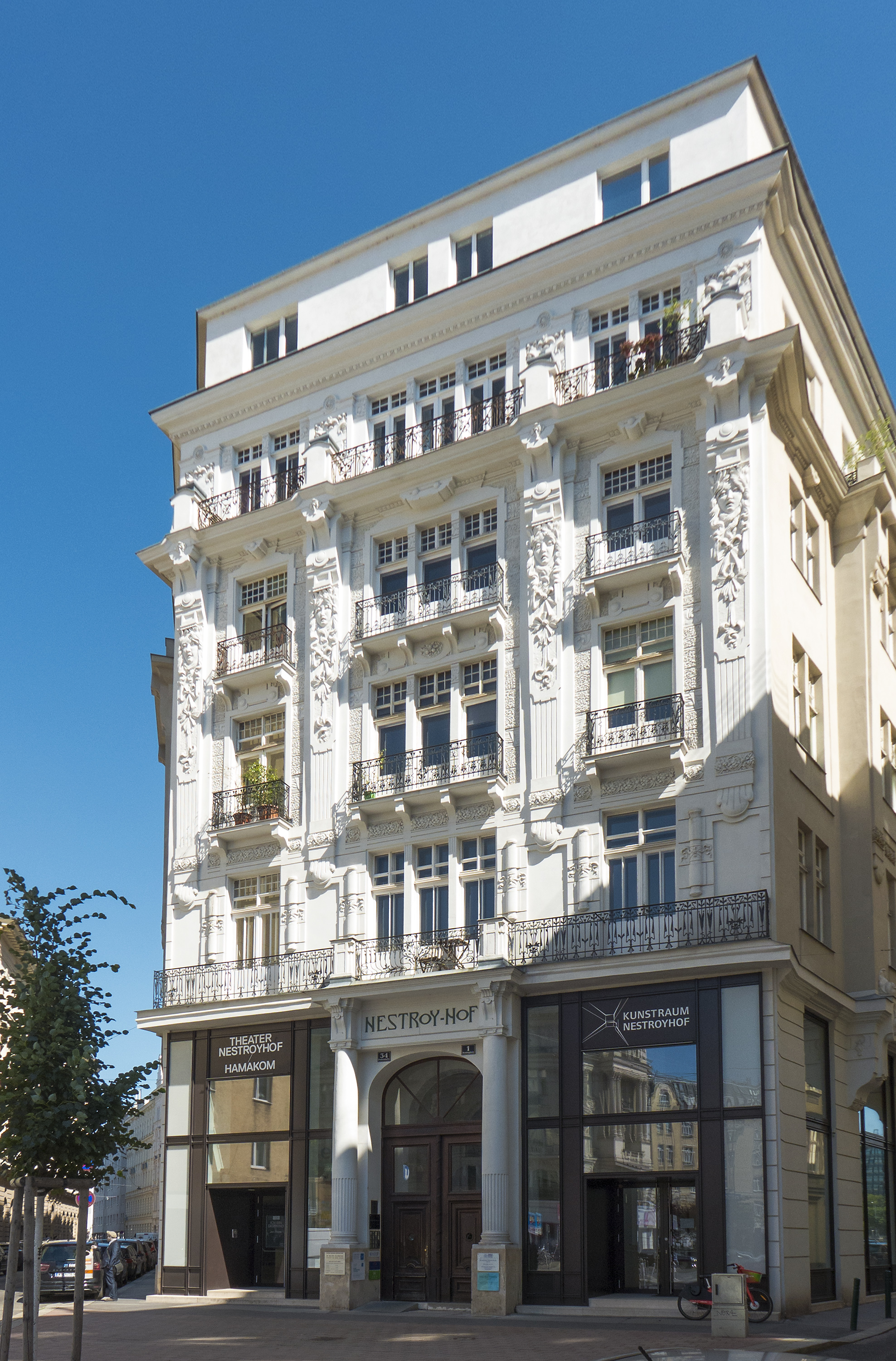
Nr. 34, Nestroy-Hof, links davon: Czerningasse, rechts: Tempelgasse
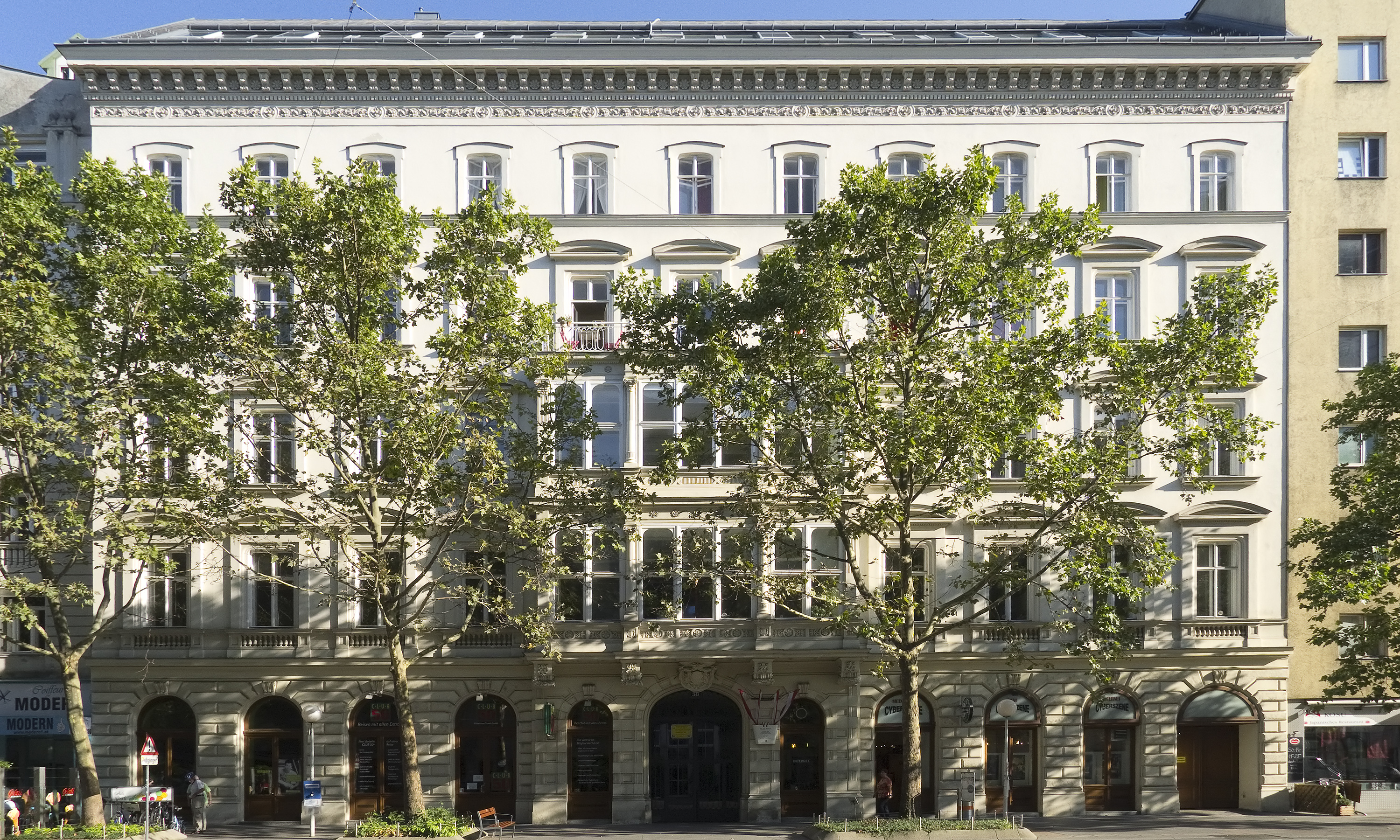
Nr. 38, Palais Rohan
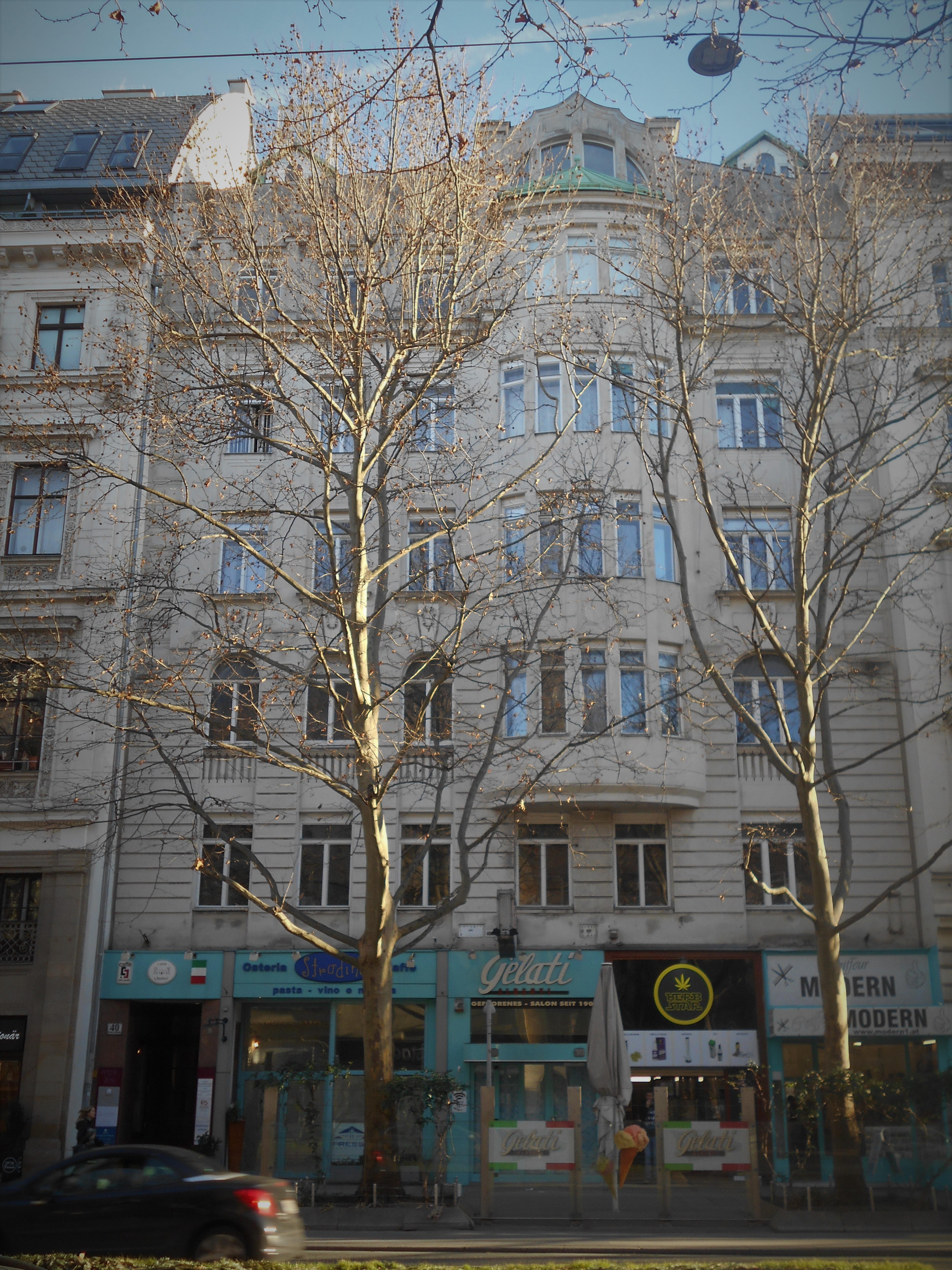
Nr. 40, Zum grünen Pfau
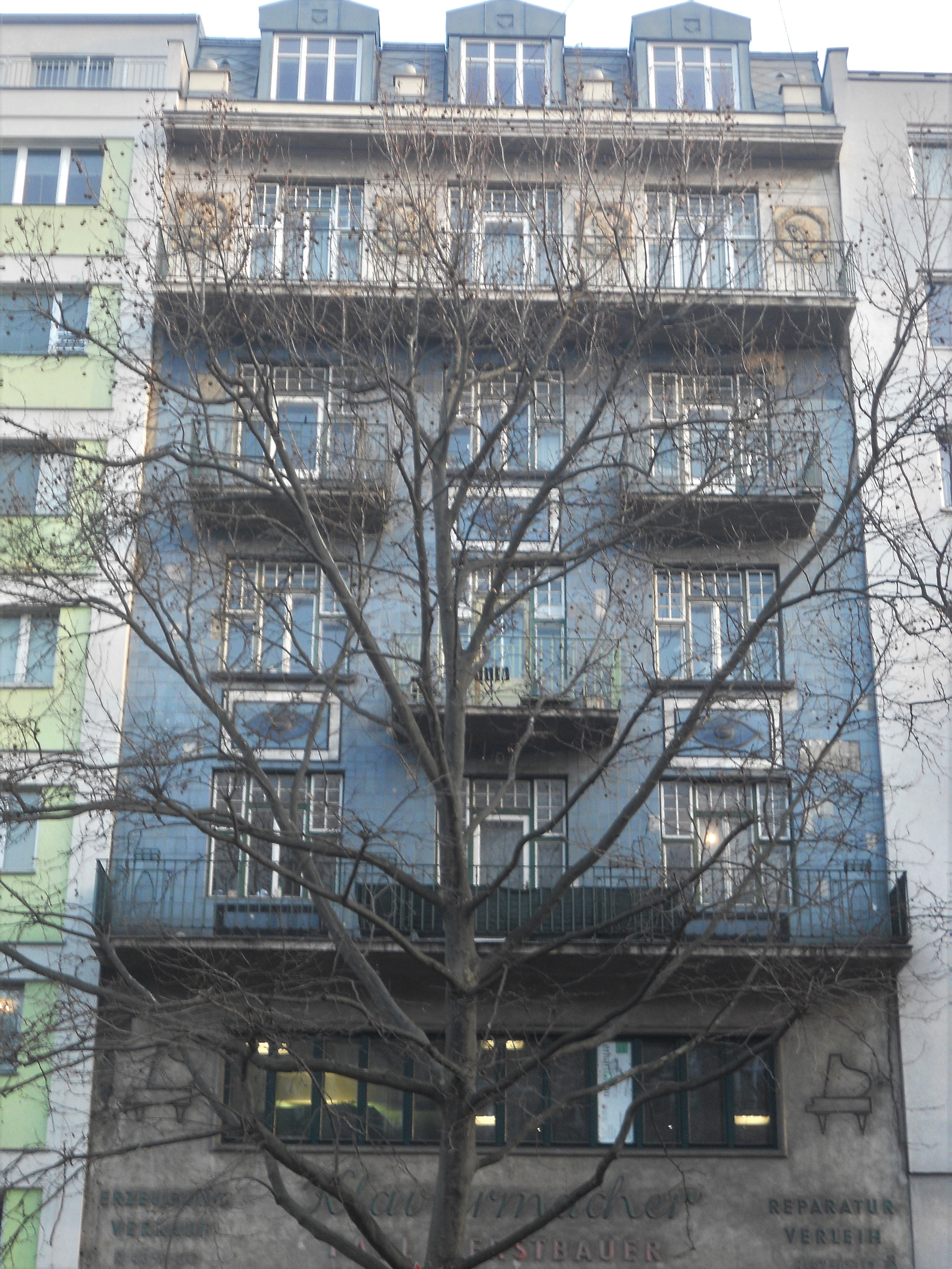
Nr. 48
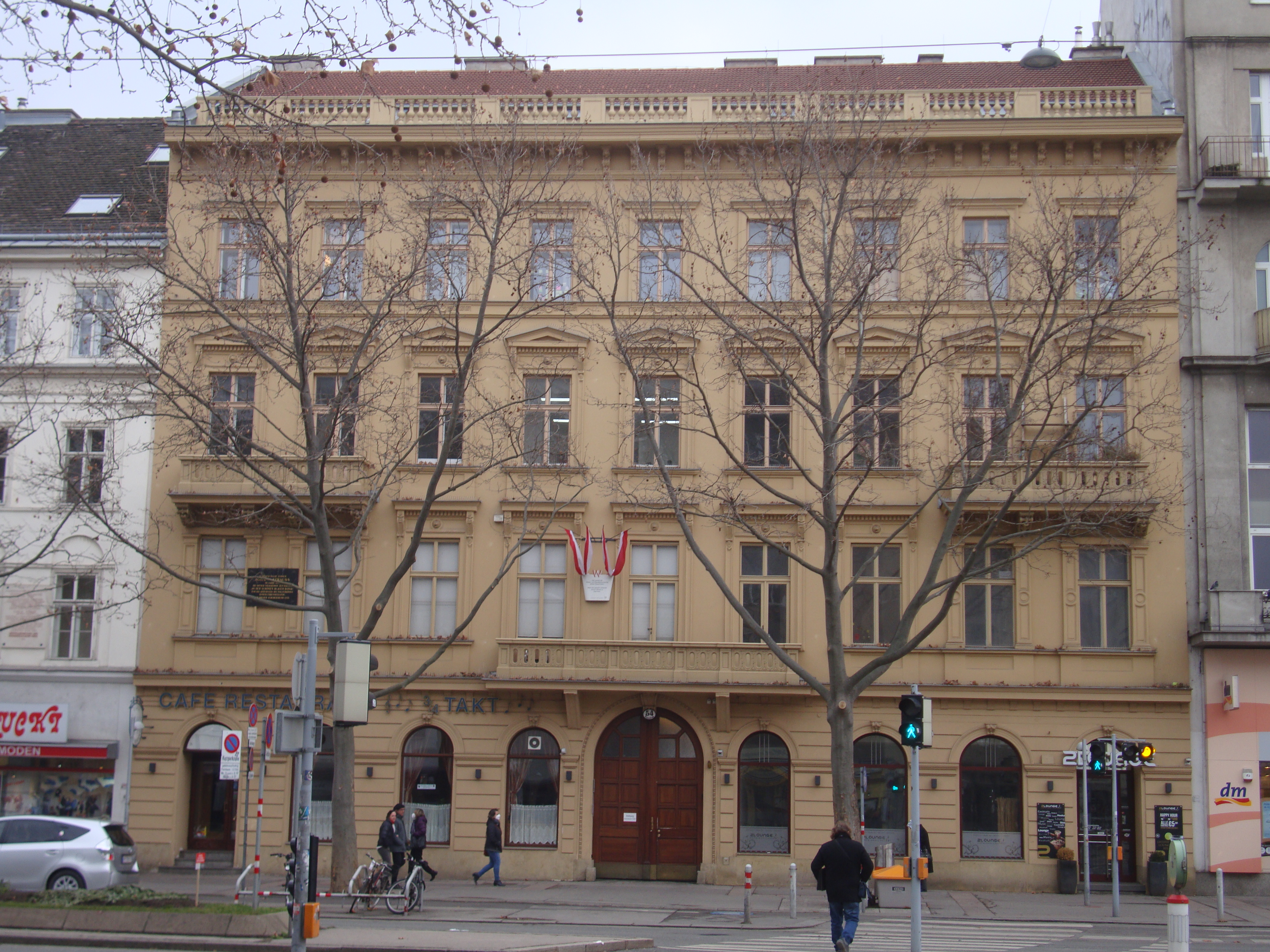
Nr. 54, Strauss-Wohnung 1867
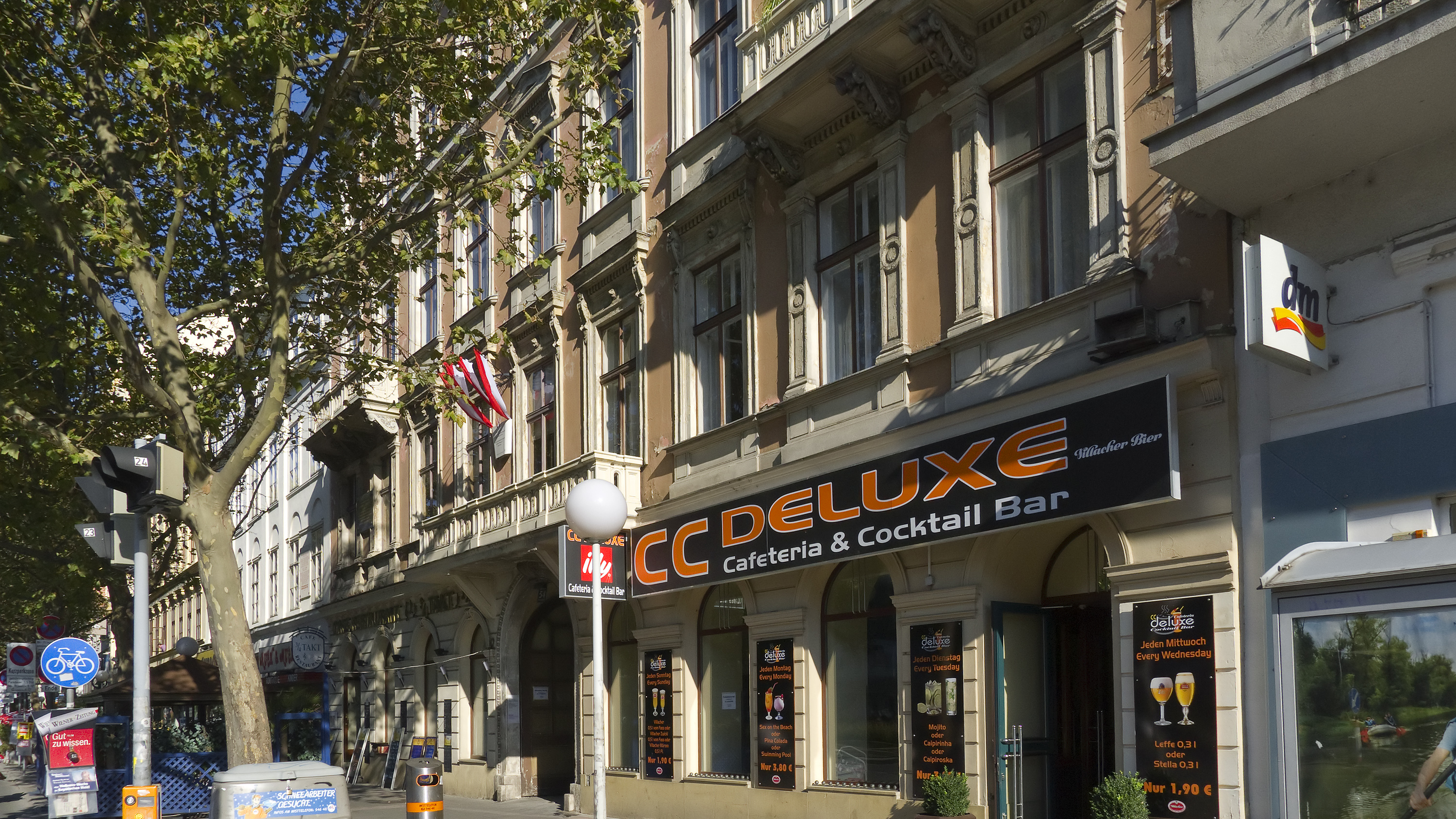
Nr. 54, Johann-Strauss-Haus
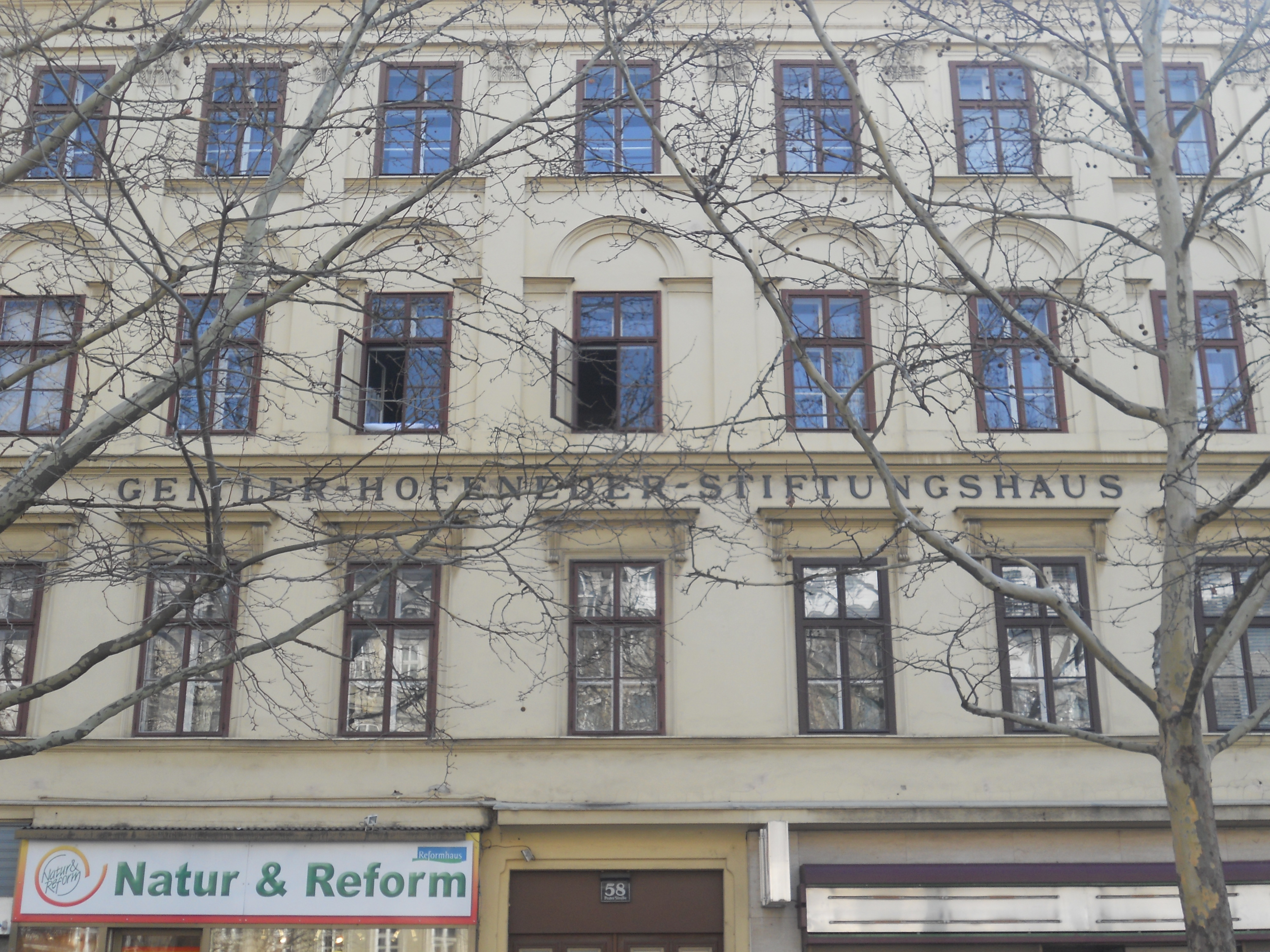
Nr. 58, Geitler-Hofenedersches Stiftungshaus
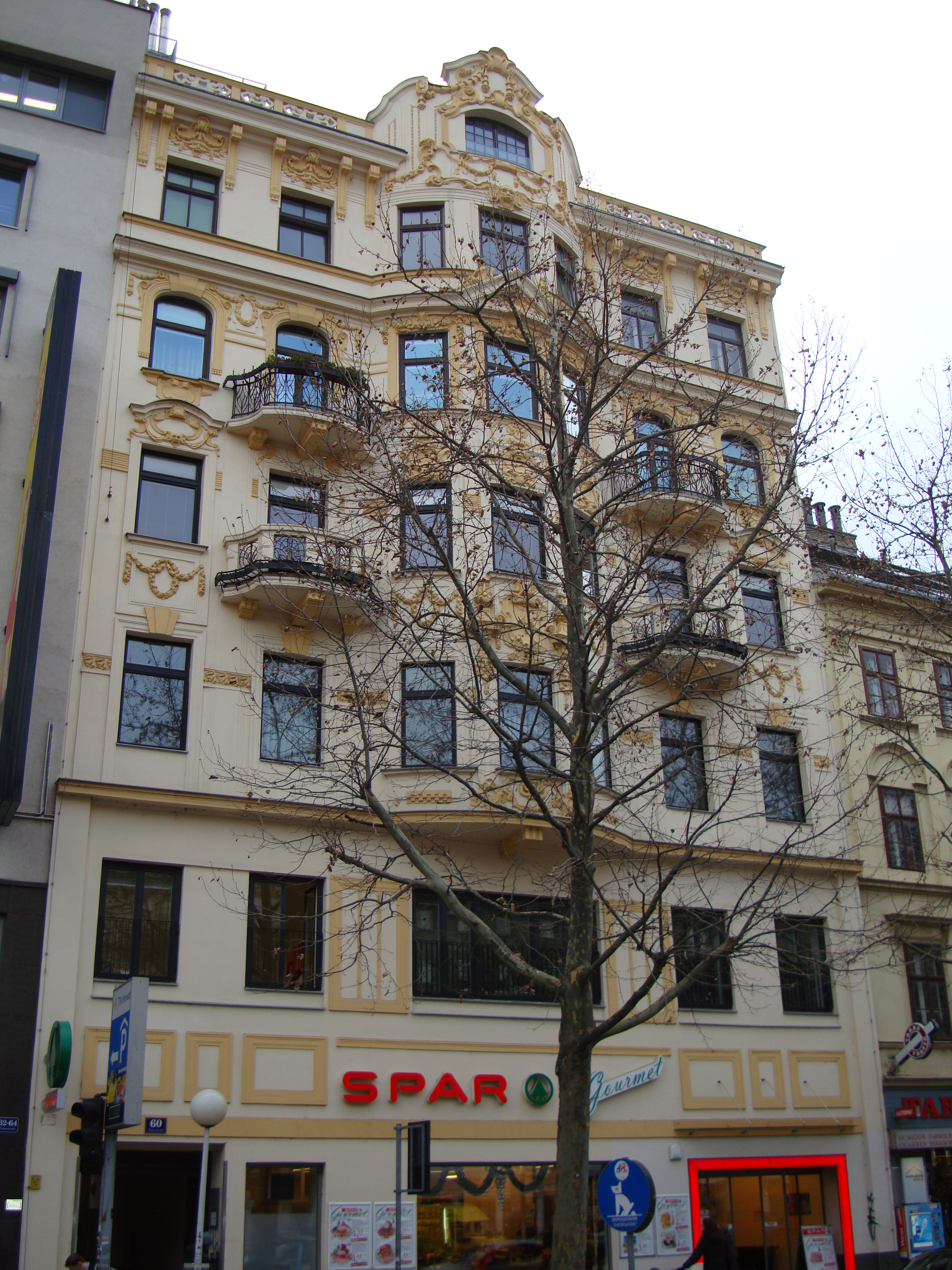
Nr. 60, ehemaliger Ort des „Kleinen Theaters“
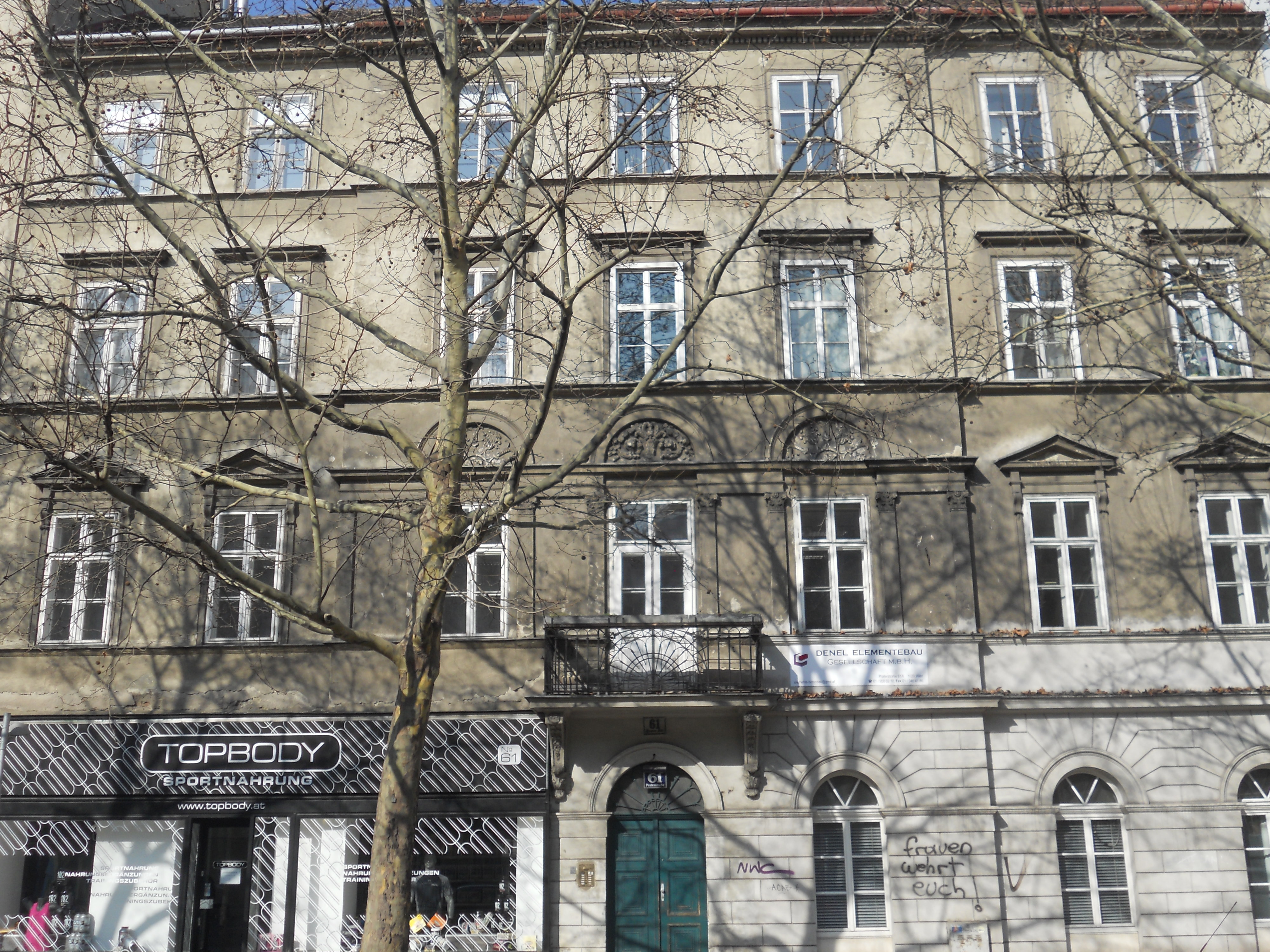
Nr. 61, Gräflich Stubenbergsches Haus
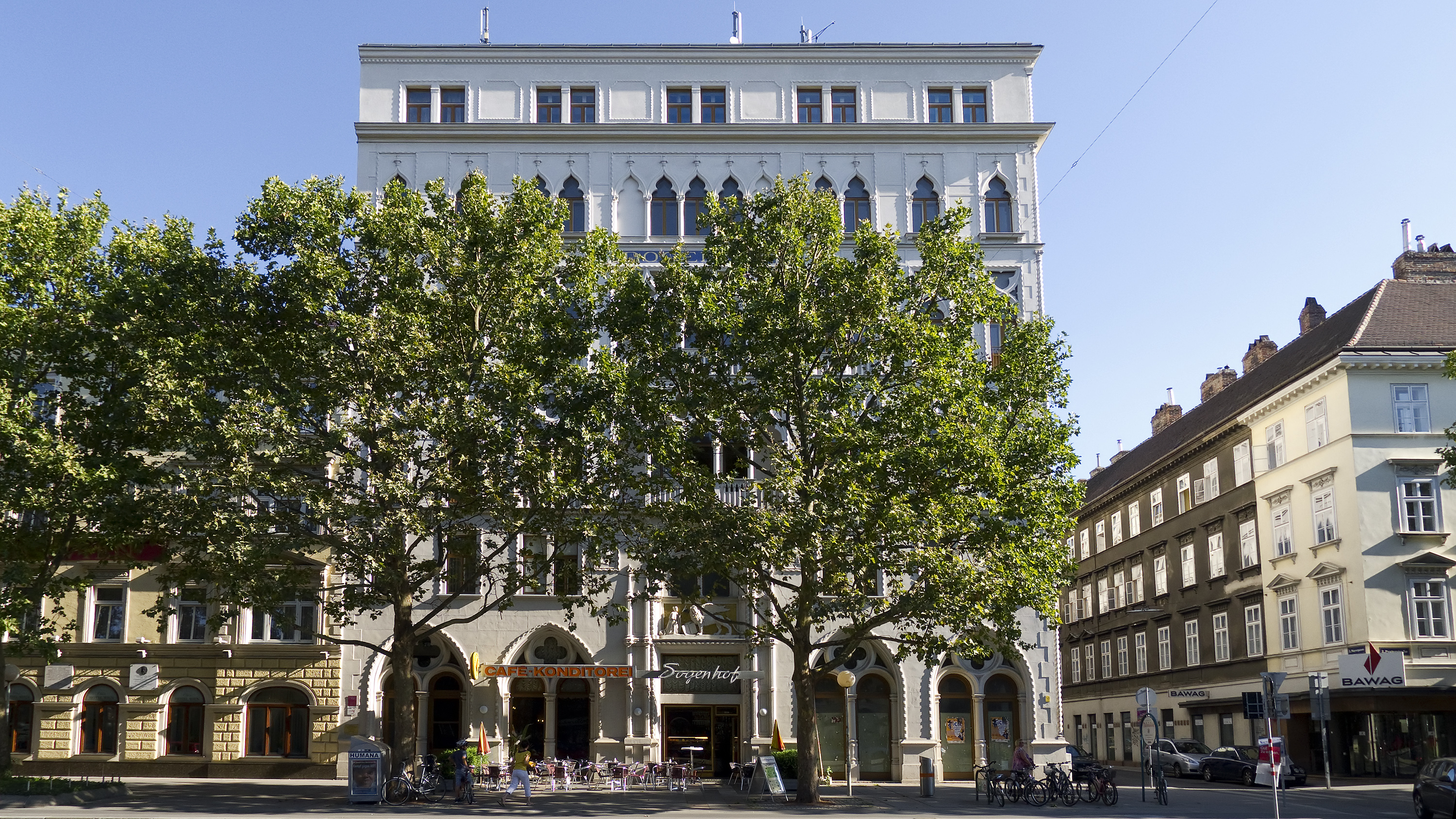
Nr. 70, Dogenhof, Ecke Mayergasse

## Öffentlicher Verkehr

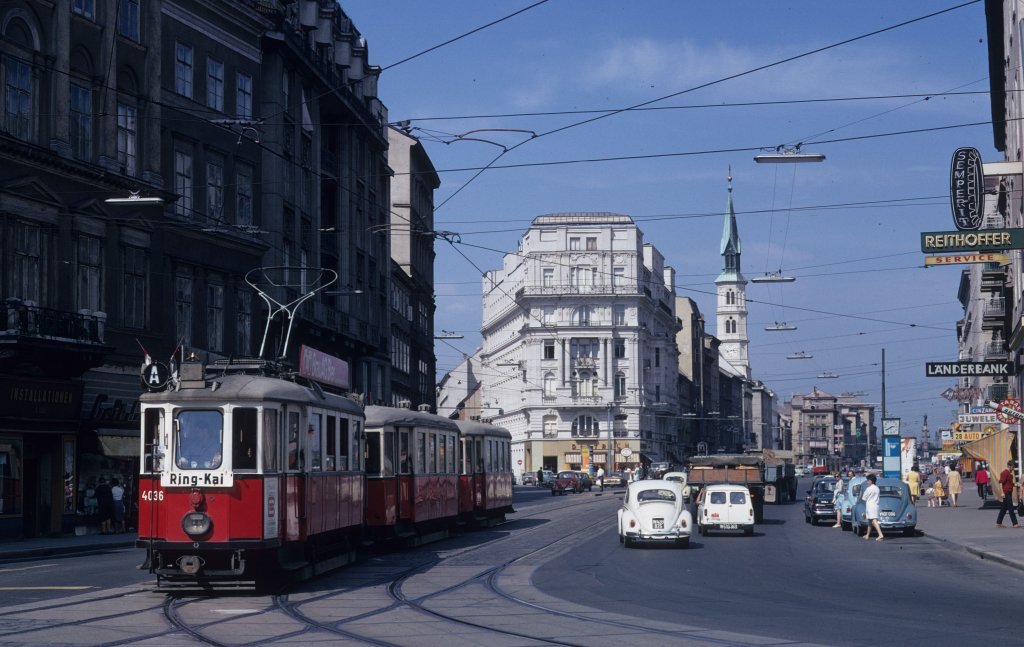
Straßenbahnverkehr in der Praterstraße, 1971

Die Bedeutung der Praterstraße zeigt sich u. a. darin, wie sich die Entwicklung des öffentlichen Verkehrsnetzes in Wien hier auswirkte. Nach der 1865 / 1866 in Betrieb genommenen Pferdebahnstrecke vom Schottentor am Ring über die Alser Straße nach Hernals wurde von der privaten Wiener Tramway-Gesellschaft am 30. Juni 1868 als zweite Strecke überhaupt jene vom Schottentor über den Ring und die Aspernbrückengasse in die Praterstraße, über den Praterstern und durch die Lassallestraße zur Reichsbrücke und den dortigen Strombädern eröffnet.
Die Strecke von der Aspernbrücke über die Praterstraße zum Praterstern wurde von der 1899 von Siemens & Halske errichteten Bau- und Betriebsgesellschaft für städtische Straßenbahnen am 23. November 1901 auf elektrischen Betrieb umgestellt. 1902 / 1903 übernahm die Gemeinde Wien – städtische Straßenbahnen, eine kommunale Dienststelle, den Betrieb (später als Wiener Stadtwerke – Verkehrsbetriebe, heute privatrechtlich, nach wie vor im Eigentum der Stadtverwaltung, als Wiener Linien geführt).
Bei der 1907 eingeführten Streckennummerierung erhielt die Strecke in der Praterstraße die Nummern 21 (Fortsetzung: Ausstellungsstraße) und 22 (Fortsetzung: Lassallestraße). Auf der Strecke verkehrten 1907–1981 die Linien A, Ak, B und Bk. Sie befuhren Ring und Franz-Josefs-Kai „ring-rund“ und fuhren dann durch die Praterstraße zur Reichsbrücke bzw. zum Elderschplatz an der Ausstellungsstraße. Die Linien mit dem Zusatzbuchstaben k befuhren zuerst den Kai, dann den Ring. Weitere Straßenbahnlinien befuhren die Praterstraße zeitweise, z. B. 1956–1981 die je nach Frequenz verkehrenden Verlängerungen der Linie 25 (Praterstern–Kagran) als 25r und 25k über Ring und Kai. Der Linienverkehr in der Praterstraße wurde am 28. Februar 1981 eingestellt; die zuletzt nur mehr provisorisch über die U-Bahn-Baustelle geführten Gleise wurden entfernt.
In der Planung der Wiener U-Bahn war eine Strecke vom Stadtzentrum unter der Praterstraße zum Praterstern von Anfang an vorgesehen. Als drittes Teilstück der Linie U1 wurde am 24. November 1979 die Strecke vom Stephansplatz, dem Stadtmittelpunkt, bis zum Nestroyplatz an der Praterstraße in Betrieb genommen. Als viertes Teilstück der U1 wurde am 28. Februar 1981 der Tunnel vom Nestroyplatz zur Station Praterstern in Betrieb genommen.

## Zitate
... und wenden uns gleich rechts gegen die Jägerzeile, die zum Prater führt; die ganze schöne, ungemein breite Straße ist bedeckt mit einem schwarzen Strome von Menschen […] Mitten in diesem Menschenstrome, wie Schiffe im Treibeise, gehen die Wägen, meist langsam, oft aufgehalten […] die meist prachtvollen Häuser dieser Straße stehen zu beiden Seiten ruhevoll aus dem schiebenden Menschengewimmel empor, und ihre Fenster und Balkone sind besetzt mit unzähligen Zuschauern […] Man sollte meinen, die ganze Stadt sei um dreiviertel auf vier Uhr närrisch geworden und wandle nun in ihrer fixen Idee da gerade diese Straße hinab […] Dort durch den Staub herauf von der Öffnung der Straße blicken schon die hohen Bäume des Praters, dem wir alle zuströmen, als würde dort das ewige Heil ausgeteilt.
Adalbert Stifter: Der Prater, in: Wien und die Wiener, in Bildern aus dem Leben, Wien 1841–1844, zitiert nach Otto Erich Deutsch (Hrsg.): Aus dem alten Wien. Zwölf Erzählungen von Adalbert Stifter, insel taschenbuch 959, Insel-Verlag, Frankfurt am Main 1986, ISBN 3-458-32659-6, S. 64 ff.
Der Großvater wohnte im Hotel Austria in der Praterstraße, manchmal brachte er die Großmutter mit, die sich zu Hause in Rustschuk nie von ihrem Diwan erhob […] ich kam gar nicht so gern ins Hotel, es war dunkel da und roch muffig, und bei uns zu Hause am Prater war es hell und luftig. […]
Aus Elias Canetti: Die gerettete Zunge. Geschichte einer Jugend, Hanser, München / Wien 1977, zitiert nach Ruth Beckermann (siehe Literatur), S. 58 f. Canetti wohnte als Schüler mit seiner Mutter und seinen Brüdern im Pratercottage.
[…] Die Straße besitzt einen großen, weit strahlenden künstlerischen Mittelpunkt: das Leopoldstädter, später Carl-Theater. […] Im Hotel „Goldenes Lamm“ findet Jacques Offenbach […] sein ständiges Wiener Quartier […] Durch Offenbach wird auf der Praterstraße die Operette heimisch […]
Aus Peter Herz: Entzauberte Praterstraße, in: Zeitschrift Illustrierte Neue Welt, 33. Jg., Nr. 1, Wien 1979, zitiert nach Ruth Beckermann (siehe Literatur), S. 82 f.